# Radni sejmików województw III kadencji

Koalicje w sejmikach (stan na 2006)

Radni sejmików województw III kadencji – radni 16 sejmików wojewódzkich w Polsce III kadencji (2006–2010).
561 spośród nich zostało wybranych w wyborach samorządowych w 2006 na kadencję przypadającą na lata 2006–2010. Wybory przeprowadzono w wielomandatowych okręgach z listami otwartymi, obowiązywał 5% próg wyborczy na obszarze województwa z możliwością blokowania list w podziale mandatów. W razie zwolnienia mandatu w danych okręgu, funkcję radnego obejmowała osoba z tej samej listy wyborczej z kolejno najwyższym wynikiem wyborczym. Głosowanie odbyło się 12 listopada 2006. Wybory przeprowadzono na podstawie przepisów Ordynacji wyborczej do rad gmin, rad powiatów i sejmików województw (1998).

## Wyniki wyborów do Sejmiku Województwa Dolnośląskiego III kadencji
| Komitet wyborczy | Komitet wyborczy                              | Głosy     | Głosy  | Głosy | Mandaty | Mandaty | Mandaty |
| Komitet wyborczy | Komitet wyborczy                              | Liczba    | %      | +/−   | Liczba  | +/−     | %       |
| ---------------- | --------------------------------------------- | --------- | ------ | ----- | ------- | ------- | ------- |
|                  | Platforma Obywatelska RP                      | 337 035   | 37,05  | —     | 16      | —       | 44,44   |
|                  | Prawo i Sprawiedliwość                        | 216 973   | 23,85  | —     | 10      | —       | 27,78   |
|                  | KKW Lewica i Demokraci SLD+SDPL+PD+UP         | 135 592   | 14,91  | 12,82 | 4       | 8       | 11,11   |
|                  | Polskie Stronnictwo Ludowe                    | 62 588    | 6,88   | 0,54  | 3       | 1       | 8,33    |
|                  | Samoobrona Rzeczpospolitej Polskiej           | 58 271    | 6,41   | 11,09 | 3       | 5       | 8,33    |
|                  |                                               |           |        |       |         |         |         |
|                  | Liga Polskich Rodzin                          | 36 413    | 4,00   | 11,01 | —       | 6       | —       |
|                  | Krajowa Partia Emerytów i Rencistów           | 26 479    | 2,91   | 2,11  | —       |         | —       |
|                  | Polska Partia Pracy                           | 13 985    | 1,54   | 0,34  | —       |         | —       |
|                  | Unia Polityki Realnej                         | 10 367    | 1,14   | 1,01  | —       |         | —       |
|                  | Narodowe Odrodzenie Polski                    | 7062      | 0,78   | —     | —       | —       | —       |
|                  | Narodowe Stowarzyszenie Aktywności Społecznej | 2317      | 0,25   | —     | —       | —       | —       |
|                  | Ziemia Lubańska Doby Napoleońskiej            | 1821      | 0,20   | —     | —       | —       | —       |
|                  | Konfederacja – Godność i Praca                | 719       | 0,08   | —     | —       | —       | —       |
|                  |                                               |           |        |       |         |         |         |
| Ogółem           | Ogółem                                        | 909 622   | 100,00 | —     | 36      | —       | 100,00  |
| Głosy nieważne   | Głosy nieważne                                | 129 886   | 12,49  | 6,53  |         |         |         |
| Frekwencja       | Frekwencja                                    | 1 039 508 | 44,68  | 1,97  |         |         |         |

Podział mandatów i rozkład procentowy poparcia w wyniku wyborów z uwzględnieniem podziału na późniejszą koalicję rządzącą w kolejności: ugrupowania zarządu, opozycja sejmikowa i pozasejmikowa (komitety, które nie przekroczyły 1% poparcia w skali województwa, potraktowano zbiorczo) [Marszałek województwa Andrzej Łoś, koalicja PO-PSL]:
|    |     |     |     |            |
| ↓  |     |     |     |            |
| 16 | 3   | 10  | 4   | 3          |
| PO | PSL | PiS | LiD | Samoobrona |

|    |     |     |     |            |     |  |  |  |  |  |
|    |     |     |     |            |     |  |  |  |  |  |
| PO | PSL | PiS | LiD | Samoobrona | LPR |  |  |  |  |  |

| Radni III kadencji | | |                                                                                                |                                                                                                |                                                                                                |                                                                                                |                                                                                                |                                                                                                |                                                                                                |                                                                                                |
| Nr                 | Radni wybrani z list poszczególnych komitetów wyborczych (w nawiasach liczba zdobytych głosów)                        | Radni wybrani z list poszczególnych komitetów wyborczych (w nawiasach liczba zdobytych głosów)                               | Radni wybrani z list poszczególnych komitetów wyborczych (w nawiasach liczba zdobytych głosów) | Radni wybrani z list poszczególnych komitetów wyborczych (w nawiasach liczba zdobytych głosów) | Radni wybrani z list poszczególnych komitetów wyborczych (w nawiasach liczba zdobytych głosów) | Radni wybrani z list poszczególnych komitetów wyborczych (w nawiasach liczba zdobytych głosów) | Radni wybrani z list poszczególnych komitetów wyborczych (w nawiasach liczba zdobytych głosów) | Radni wybrani z list poszczególnych komitetów wyborczych (w nawiasach liczba zdobytych głosów) | Radni wybrani z list poszczególnych komitetów wyborczych (w nawiasach liczba zdobytych głosów) | Radni wybrani z list poszczególnych komitetów wyborczych (w nawiasach liczba zdobytych głosów) |
| 1                  | | Platforma Obywatelska RP Andrzej Łoś (47 195) Ewa Rzewuska (11 633) Jarosław Charłampowicz (8485) Agnieszka Muszyńska (5823) |                                                                                                | Prawo i Sprawiedliwość Paweł Wróblewski (26 908) Rafał Holanowski (4932)                       |                                                                                                | KKW Lewica i Demokraci SLD+SDPL+PD+UP Jan Rymarczyk (13 540)                                   |                                                                                                |                                                                                                |                                                                                                |                                                                                                |
| 2                  | Platforma Obywatelska RP Dariusz Stasiak (6055) Marek Łapiński (4251) Jacek Pilawa (3990)                             | Prawo i Sprawiedliwość Paweł Hreniak (9829) Piotr Milczanowski (3705)                                                        |                                                                                                | Polskie Stronnictwo Ludowe Wojciech Adamczak (2268)                                            |                                                                                                | Samoobrona Rzeczpospolitej Polskiej Wacław Berus (4518)                                        |                                                                                                |                                                                                                |                                                                                                |                                                                                                |
| 3                  | Platforma Obywatelska RP Jerzy Tutaj (26 260) Patryk Wild (6660) Zbigniew Piotrowicz (5089) Zbigniew Szczygieł (4761) | Prawo i Sprawiedliwość Jerzy Gierczak (14 116) Julian Golak (6329)                                                           |                                                                                                | KKW Lewica i Demokraci SLD+SDPL+PD+UP Marek Dyduch (20 606)                                    |                                                                                                | Polskie Stronnictwo Ludowe Stanisław Longawa (3472)                                            |                                                                                                | Samoobrona Rzeczpospolitej Polskiej Grzegorz Skiba (4987)                                      |                                                                                                |                                                                                                |
| 4                  | Platforma Obywatelska RP Jerzy Pokój (14 811) Józef Kozłowski (7328)                                                  | Prawo i Sprawiedliwość Jerzy Zieliński (7014) Marek Tomala (3406)                                                            | KKW Lewica i Demokraci SLD+SDPL+PD+UP Tomasz Winnicki (5978)                                   | Polskie Stronnictwo Ludowe Wojciech Smoliński (2556)                                           |                                                                                                |                                                                                                |                                                                                                |                                                                                                |                                                                                                |                                                                                                |
| 5                  | Platforma Obywatelska RP Ali Alira (4317) Alicja Sokołowska (3146) Wojciech Sokołowski (2446)                         | Prawo i Sprawiedliwość Krzysztof Ślufcik (8717) Dorota Czudowska (8573)                                                      | KKW Lewica i Demokraci SLD+SDPL+PD+UP Jadwiga Szeląg (10 986)                                  |                                                                                                | Samoobrona Rzeczpospolitej Polskiej Józef Pawlak (5962)                                        |                                                                                                |                                                                                                |                                                                                                |                                                                                                |                                                                                                |
|                    | | |                                                                                                |                                                                                                |                                                                                                |                                                                                                |                                                                                                |                                                                                                |                                                                                                |                                                                                                |

## Wyniki wyborów do Sejmiku Województwa Kujawsko-Pomorskiego III kadencji
| Komitet wyborczy | Komitet wyborczy                      | Głosy   | Głosy  | Głosy | Mandaty | Mandaty | Mandaty |
| Komitet wyborczy | Komitet wyborczy                      | Liczba  | %      | +/−   | Liczba  | +/−     | %       |
| ---------------- | ------------------------------------- | ------- | ------ | ----- | ------- | ------- | ------- |
|                  | Platforma Obywatelska RP              | 161 194 | 26,56  | —     | 11      | —       | 33,33   |
|                  | Prawo i Sprawiedliwość                | 132 548 | 21,84  | —     | 8       | —       | 24,24   |
|                  | KKW Lewica i Demokraci SLD+SDPL+PD+UP | 122 541 | 20,19  | 11,61 | 6       | 7       | 18,18   |
|                  | Polskie Stronnictwo Ludowe            | 73 642  | 12,13  | 1,29  | 4       | 1       | 12,12   |
|                  | Samoobrona Rzeczpospolitej Polskiej   | 47 259  | 7,79   | 10,65 | 4       | 4       | 12,12   |
|                  |                                       |         |        |       |         |         |         |
|                  | Krajowa Partia Emerytów i Rencistów   | 24 539  | 4,04   | 3,15  | —       |         | —       |
|                  | Liga Polskich Rodzin                  | 23 429  | 3,86   | 10,11 | —       | 6       | —       |
|                  | Unia Polityki Realnej                 | 9735    | 1,60   | 0,07  | —       |         | —       |
|                  | Polska Partia Pracy                   | 8369    | 1,38   | 0,20  | —       |         | —       |
|                  | Narodowe Odrodzenie Polski            | 3620    | 0,60   | —     | —       | —       | —       |
|                  |                                       |         |        |       |         |         |         |
| Ogółem           | Ogółem                                | 606 876 | 100,00 | —     | 33      | —       | 100,00  |
| Głosy nieważne   | Głosy nieważne                        | 95 838  | 13,64  | 3,16  |         |         |         |
| Frekwencja       | Frekwencja                            | 702 714 | 43,16  | 2,99  |         |         |         |

Podział mandatów i rozkład procentowy poparcia w wyniku wyborów z uwzględnieniem podziału na późniejszą koalicję rządzącą w kolejności: ugrupowania zarządu, opozycja sejmikowa i pozasejmikowa [Marszałek województwa Piotr Całbecki, koalicja PO-PiS-PSL-SRP]:
|    |     |     |            |     |
| ↓  |     |     |            |     |
| 11 | 8   | 4   | 4          | 6   |
| PO | PiS | PSL | Samoobrona | LiD |

|    |     |     |            |     |  |     |  |  |  |  |
|    |     |     |            |     |  |     |  |  |  |  |
| PO | PiS | PSL | Samoobrona | LiD |  | LPR |  |  |  |  |

| Radni III kadencji |                                                                                                | |                                                                                                |                                                                                                |                                                                                                |                                                                                                |                                                                                                |                                                                                                |                                                                                                |                                                                                                |
| Nr                 | Radni wybrani z list poszczególnych komitetów wyborczych (w nawiasach liczba zdobytych głosów) | Radni wybrani z list poszczególnych komitetów wyborczych (w nawiasach liczba zdobytych głosów)       | Radni wybrani z list poszczególnych komitetów wyborczych (w nawiasach liczba zdobytych głosów) | Radni wybrani z list poszczególnych komitetów wyborczych (w nawiasach liczba zdobytych głosów) | Radni wybrani z list poszczególnych komitetów wyborczych (w nawiasach liczba zdobytych głosów) | Radni wybrani z list poszczególnych komitetów wyborczych (w nawiasach liczba zdobytych głosów) | Radni wybrani z list poszczególnych komitetów wyborczych (w nawiasach liczba zdobytych głosów) | Radni wybrani z list poszczególnych komitetów wyborczych (w nawiasach liczba zdobytych głosów) | Radni wybrani z list poszczególnych komitetów wyborczych (w nawiasach liczba zdobytych głosów) | Radni wybrani z list poszczególnych komitetów wyborczych (w nawiasach liczba zdobytych głosów) |
| 1                  |                                                                                                | Platforma Obywatelska RP Krzysztof Sikora (12 928) Włodzisław Giziński (6294) Iwona Kozłowska (8211) |                                                                                                | Prawo i Sprawiedliwość Grzegorz Schreiber (8547) Józef Rogacki (4972)                          |                                                                                                | KKW Lewica i Demokraci SLD+SDPL+PD+UP Jan Szopiński (12 832)                                   |                                                                                                |                                                                                                |                                                                                                |                                                                                                |
| 2                  | Platforma Obywatelska RP Andrzej Kobiak (5366) Stanisław Drozdowski (3093)                     | | Polskie Stronnictwo Ludowe Silvana Oczkowska (1716)                                            |                                                                                                | Prawo i Sprawiedliwość Regina Ostrowska (5962)                                                 |                                                                                                | KKW Lewica i Demokraci SLD+SDPL+PD+UP Lucyna Andrysiak (3950)                                  |                                                                                                | Samoobrona Rzeczpospolitej Polskiej Adam Kroll (2674)                                          |                                                                                                |
| 3                  | Platforma Obywatelska RP Leszek Kawski (3569)                                                  | | Prawo i Sprawiedliwość Paweł Jankiewicz (5349)                                                 |                                                                                                | KKW Lewica i Demokraci SLD+SDPL+PD+UP Bogdan Lewandowski (3688)                                |                                                                                                | Polskie Stronnictwo Ludowe Ryszard Bober (5811)                                                | Samoobrona Rzeczpospolitej Polskiej Piotr Wolski (3748)                                        |                                                                                                |                                                                                                |
| 4                  | Platforma Obywatelska RP Piotr Całbecki (22 985) Leszek Pluciński (3716)                       | Prawo i Sprawiedliwość Adam Banaszak (9900) Lech Zdrojewski (3270)                                   | KKW Lewica i Demokraci SLD+SDPL+PD+UP Waldemar Achramowicz (14 205)                            |                                                                                                |                                                                                                |                                                                                                |                                                                                                |                                                                                                |                                                                                                |                                                                                                |
| 5                  |                                                                                                | KKW Lewica i Demokraci SLD+SDPL+PD+UP Aleksander Kmiećkowiak (2823)                                  | Prawo i Sprawiedliwość Ryszard Grobelski (6552)                                                |                                                                                                | Platforma Obywatelska RP Paweł Kiszka (2157)                                                   |                                                                                                | Polskie Stronnictwo Ludowe Marek Kazimierski (1832)                                            |                                                                                                | Samoobrona Rzeczpospolitej Polskiej Bartosz Nowacki (2866)                                     |                                                                                                |
| 6                  |                                                                                                | Platforma Obywatelska RP Sławomir Kopyść (6418) Marek Bruzdowicz (5111)                              |                                                                                                | KKW Lewica i Demokraci SLD+SDPL+PD+UP Stanisław Pawlak (6136)                                  |                                                                                                | Prawo i Sprawiedliwość Wojciech Jaranowski (6297)                                              | Polskie Stronnictwo Ludowe Paweł Zgórzyński (2428)                                             | Samoobrona Rzeczpospolitej Polskiej Marian Gołębiewski (1831)                                  |                                                                                                |                                                                                                |
|                    |                                                                                                | |                                                                                                |                                                                                                |                                                                                                |                                                                                                |                                                                                                |                                                                                                |                                                                                                |                                                                                                |

## Wyniki wyborów do Sejmiku Województwa Lubelskiego III kadencji
| Komitet wyborczy | Komitet wyborczy                      | Głosy   | Głosy  | Głosy | Mandaty | Mandaty | Mandaty |
| Komitet wyborczy | Komitet wyborczy                      | Liczba  | %      | +/−   | Liczba  | +/−     | %       |
| ---------------- | ------------------------------------- | ------- | ------ | ----- | ------- | ------- | ------- |
|                  | Prawo i Sprawiedliwość                | 192 879 | 25,96  | —     | 11      | —       | 33,33   |
|                  | Polskie Stronnictwo Ludowe            | 167 935 | 22,60  | 2,79  | 8       | 1       | 24,24   |
|                  | Platforma Obywatelska RP              | 118 352 | 15,93  | —     | 6       | —       | 18,18   |
|                  | Samoobrona Rzeczpospolitej Polskiej   | 67 128  | 9,03   | 12,81 | 4       | 4       | 12,12   |
|                  | KKW Lewica i Demokraci SLD+SDPL+PD+UP | 89 411  | 12,03  | 8,53  | 3       | 6       | 9,09    |
|                  | Liga Polskich Rodzin                  | 48 789  | 6,57   | 11,79 | 1       | 6       | 3,03    |
|                  |                                       |         |        |       |         |         |         |
|                  | Samoobrona Patriotyczna               | 20 942  | 2,82   | —     | —       | —       | —       |
|                  | Krajowa Partia Emerytów i Rencistów   | 18 433  | 2,48   | 1,62  | —       |         | —       |
|                  | Polska Partia Pracy                   | 10 455  | 1,41   | 0,09  | —       |         | —       |
|                  | Unia Polityki Realnej                 | 4878    | 0,66   | 0,86  | —       |         | —       |
|                  | Narodowe Odrodzenie Polski            | 3820    | 0,51   | —     | —       | —       | —       |
|                  |                                       |         |        |       |         |         |         |
| Ogółem           | Ogółem                                | 743 022 | 100,00 | —     | 33      | —       | 100,00  |
| Głosy nieważne   | Głosy nieważne                        | 98 610  | 11,72  | 1,03  |         |         |         |
| Frekwencja       | Frekwencja                            | 841 632 | 48,55  | 0,26  |         |         |         |

Podział mandatów i rozkład procentowy poparcia w wyniku wyborów z uwzględnieniem podziału na późniejszą koalicję rządzącą w kolejności: ugrupowania zarządu, opozycja sejmikowa i pozasejmikowa (komitety, które nie przekroczyły 1% poparcia w skali województwa, potraktowano zbiorczo) [Marszałek województwa Jarosław Zdrojkowski, koalicja PiS-PO]:
|     |    |     |            |     |     |
| ↓   |    |     |            |     |     |
| 11  | 6  | 8   | 4          | 3   | 1   |
| PiS | PO | PSL | Samoobrona | LiD | LPR |

|     |    |     |            |     |     |  |  |  |  |  |
|     |    |     |            |     |     |  |  |  |  |  |
| PiS | PO | PSL | Samoobrona | LiD | LPR |  |  |  |  |  |

| Radni III kadencji |                                                                                                |                                                                                                |                                                                                                |                                                                                                |                                                                                                |                                                                                                |                                                                                                |                                                                                                |                                                                                                |                                                                                                |
| Nr                 | Radni wybrani z list poszczególnych komitetów wyborczych (w nawiasach liczba zdobytych głosów) | Radni wybrani z list poszczególnych komitetów wyborczych (w nawiasach liczba zdobytych głosów) | Radni wybrani z list poszczególnych komitetów wyborczych (w nawiasach liczba zdobytych głosów) | Radni wybrani z list poszczególnych komitetów wyborczych (w nawiasach liczba zdobytych głosów) | Radni wybrani z list poszczególnych komitetów wyborczych (w nawiasach liczba zdobytych głosów) | Radni wybrani z list poszczególnych komitetów wyborczych (w nawiasach liczba zdobytych głosów) | Radni wybrani z list poszczególnych komitetów wyborczych (w nawiasach liczba zdobytych głosów) | Radni wybrani z list poszczególnych komitetów wyborczych (w nawiasach liczba zdobytych głosów) | Radni wybrani z list poszczególnych komitetów wyborczych (w nawiasach liczba zdobytych głosów) | Radni wybrani z list poszczególnych komitetów wyborczych (w nawiasach liczba zdobytych głosów) |
| 1                  |                                                                                                | Platforma Obywatelska RP Jacek Sobczak (20 256) Marzena Świnarska (4133)                       |                                                                                                | Prawo i Sprawiedliwość Andrzej Pruszkowski (12 178) Ewa Dumkiewicz-Sprawka (5153)              |                                                                                                | KKW Lewica i Demokraci SLD+SDPL+PD+UP Jacek Czerniak (8058)                                    |                                                                                                |                                                                                                |                                                                                                |                                                                                                |
| 2                  |                                                                                                | Polskie Stronnictwo Ludowe Henryk Dudziak (6575) Grzegorz Kapusta (5156) Marek Michalik (3680) | Prawo i Sprawiedliwość Tomasz Solis (13 283) Jan Frania (7138) Teresa Kot (5458)               |                                                                                                | Platforma Obywatelska RP Marek Flasiński (7828)                                                |                                                                                                | KKW Lewica i Demokraci SLD+SDPL+PD+UP Barbara Sikora (1547)                                    |                                                                                                | Samoobrona Rzeczpospolitej Polskiej Józef Krzyszczak (3251)                                    |                                                                                                |
| 3                  | Polskie Stronnictwo Ludowe Sławomir Sosnowski (10 299) Ireneusz Stolarczyk (6463)              | Prawo i Sprawiedliwość Jerzy Szwaj (9257) Krzysztof Głuchowski (7349)                          | Platforma Obywatelska RP Mateusz Orzechowski (3259)                                            |                                                                                                | Samoobrona Rzeczpospolitej Polskiej Jacek Kopeć (2506)                                         |                                                                                                |                                                                                                |                                                                                                |                                                                                                |                                                                                                |
| 4                  |                                                                                                | Prawo i Sprawiedliwość Mieczysław Nizio (6967) Ewa Panasiuk (4541)                             |                                                                                                | Polskie Stronnictwo Ludowe Andrzej Romańczuk (6898)                                            |                                                                                                | KKW Lewica i Demokraci SLD+SDPL+PD+UP Wacław Cichosz (2428)                                    |                                                                                                | Platforma Obywatelska RP Wiesław Brodowski (4038)                                              |                                                                                                | Samoobrona Rzeczpospolitej Polskiej Lucyna Kozaczuk (3582)                                     |
| 5                  |                                                                                                | Polskie Stronnictwo Ludowe Arkadiusz Bratkowski (8322) Jan Kowalik (7937)                      |                                                                                                | Prawo i Sprawiedliwość Marian Jaworski (10 001) Krzysztof Rusztyn (7420)                       |                                                                                                | Samoobrona Rzeczpospolitej Polskiej Stanisław Misztal (6923)                                   | Platforma Obywatelska RP Andrzej Mulawa (2133)                                                 |                                                                                                | Liga Polskich Rodzin Antonina Łobejko (3046)                                                   |                                                                                                |
|                    |                                                                                                |                                                                                                |                                                                                                |                                                                                                |                                                                                                |                                                                                                |                                                                                                |                                                                                                |                                                                                                |                                                                                                |

## Wyniki wyborów do Sejmiku Województwa Lubuskiego III kadencji
| Komitet wyborczy | Komitet wyborczy                      | Głosy   | Głosy  | Głosy | Mandaty | Mandaty | Mandaty |
| Komitet wyborczy | Komitet wyborczy                      | Liczba  | %      | +/−   | Liczba  | +/−     | %       |
| ---------------- | ------------------------------------- | ------- | ------ | ----- | ------- | ------- | ------- |
|                  | Platforma Obywatelska RP              | 88 373  | 27,97  | —     | 10      | —       | 33,33   |
|                  | Prawo i Sprawiedliwość                | 67 561  | 21,38  | —     | 8       | —       | 26,67   |
|                  | KKW Lewica i Demokraci SLD+SDPL+PD+UP | 75 671  | 23,95  | 18,95 | 6       | 11      | 20,00   |
|                  | Polskie Stronnictwo Ludowe            | 32 374  | 10,24  | 1,83  | 3       | 1       | 10,00   |
|                  | Samoobrona Rzeczpospolitej Polskiej   | 17 490  | 5,53   | 7,56  | 3       | 1       | 10,00   |
|                  |                                       |         |        |       |         |         |         |
|                  | Liga Polskich Rodzin                  | 13 962  | 4,42   | 8,48  | —       | 3       | —       |
|                  | Krajowa Partia Emerytów i Rencistów   | 11 917  | 3,77   | 3,31  | —       |         | —       |
|                  | Polska Partia Pracy                   | 3925    | 1,24   | 0,34  | —       |         | —       |
|                  | Unia Polityki Realnej                 | 2827    | 0,89   | 0,78  | —       |         | —       |
|                  | Samoobrona Patriotyczna               | 1904    | 0,60   | —     | —       | —       | —       |
|                  |                                       |         |        |       |         |         |         |
| Ogółem           | Ogółem                                | 316 004 | 100,00 | —     | 30      | —       | 100,00  |
| Głosy nieważne   | Głosy nieważne                        | 46 940  | 13,26  | 3,26  |         |         |         |
| Frekwencja       | Frekwencja                            | 364 301 | 45,61  | 2,11  |         |         |         |

Podział mandatów i rozkład procentowy poparcia w wyniku wyborów z uwzględnieniem podziału na późniejszą koalicję rządzącą w kolejności: ugrupowania zarządu, opozycja sejmikowa i pozasejmikowa (komitety, które nie przekroczyły 1% poparcia w skali województwa, potraktowano zbiorczo) [Marszałek województwa Krzysztof Szymański, koalicja PO-PiS-PSL]:
|    |     |     |     |            |
| ↓  |     |     |     |            |
| 10 | 8   | 3   | 6   | 3          |
| PO | PiS | PSL | LiD | Samoobrona |

|    |     |     |     |  |     |  |  |  |  |
|    |     |     |     |  |     |  |  |  |  |
| PO | PiS | PSL | LiD |  | LPR |  |  |  |  |

| Radni III kadencji |                                                                                                 |                                                                                                |                                                                                                |                                                                                                |                                                                                                |                                                                                                |                                                                                                |                                                                                                |                                                                                                |                                                                                                |
| Nr                 | Radni wybrani z list poszczególnych komitetów wyborczych (w nawiasach liczba zdobytych głosów)  | Radni wybrani z list poszczególnych komitetów wyborczych (w nawiasach liczba zdobytych głosów) | Radni wybrani z list poszczególnych komitetów wyborczych (w nawiasach liczba zdobytych głosów) | Radni wybrani z list poszczególnych komitetów wyborczych (w nawiasach liczba zdobytych głosów) | Radni wybrani z list poszczególnych komitetów wyborczych (w nawiasach liczba zdobytych głosów) | Radni wybrani z list poszczególnych komitetów wyborczych (w nawiasach liczba zdobytych głosów) | Radni wybrani z list poszczególnych komitetów wyborczych (w nawiasach liczba zdobytych głosów) | Radni wybrani z list poszczególnych komitetów wyborczych (w nawiasach liczba zdobytych głosów) | Radni wybrani z list poszczególnych komitetów wyborczych (w nawiasach liczba zdobytych głosów) | Radni wybrani z list poszczególnych komitetów wyborczych (w nawiasach liczba zdobytych głosów) |
| 1                  |                                                                                                 | Prawo i Sprawiedliwość Elżbieta Płonka (7276) Mirosław Marcinkiewicz (3835)                    |                                                                                                | Platforma Obywatelska RP Wojciech Wilento (2252) Roman Dziduch (1994)                          |                                                                                                | KKW Lewica i Demokraci SLD+SDPL+PD+UP Bogusław Andrzejczak (4745)                              |                                                                                                | Polskie Stronnictwo Ludowe Barbara Kucharska (1526)                                            |                                                                                                | Samoobrona Rzeczpospolitej Polskiej Maciej Nawrocki (1129)                                     |
| 2                  |                                                                                                 | KKW Lewica i Demokraci SLD+SDPL+PD+UP Edward Fedko (10 384) Marek Zaręba (6391)                | Platforma Obywatelska RP Bogusław Zaborowski (2238) Marek Kubik (1942)                         |                                                                                                | Prawo i Sprawiedliwość Zenon Fabianowicz (1015) Grzegorz Grabarek (877)                        |                                                                                                |                                                                                                |                                                                                                |                                                                                                |                                                                                                |
| 3                  |                                                                                                 | Platforma Obywatelska RP Krzysztof Szymański (3785)                                            |                                                                                                | KKW Lewica i Demokraci SLD+SDPL+PD+UP Józef Bartkowiak (2142)                                  | Prawo i Sprawiedliwość Tadeusz Ardelli (4260)                                                  |                                                                                                | Polskie Stronnictwo Ludowe Tadeusz Paduszyński (1598)                                          |                                                                                                | Samoobrona Rzeczpospolitej Polskiej Lech Kowsz (905)                                           |                                                                                                |
| 4                  | Platforma Obywatelska RP Krzysztof Szymański (2474) Elżbieta Polak (1860) Danuta Krojcig (1465) |                                                                                                | Prawo i Sprawiedliwość Robert Sapa (7184) Zbigniew Kościk (2729)                               |                                                                                                | KKW Lewica i Demokraci SLD+SDPL+PD+UP Tomasz Wontor (4949)                                     |                                                                                                |                                                                                                |                                                                                                |                                                                                                |                                                                                                |
| 5                  | Platforma Obywatelska RP Klaudiusz Balcerzak (6418) Maria Szablowska (4471)                     | Prawo i Sprawiedliwość Robert Paluch (5123)                                                    | KKW Lewica i Demokraci SLD+SDPL+PD+UP Kazimierz Pańtak (3422)                                  |                                                                                                | Polskie Stronnictwo Ludowe Józefa Rubacha (2274)                                               |                                                                                                | Samoobrona Rzeczpospolitej Polskiej Ireneusz Ganczar (1903)                                    |                                                                                                |                                                                                                |                                                                                                |
|                    |                                                                                                 |                                                                                                |                                                                                                |                                                                                                |                                                                                                |                                                                                                |                                                                                                |                                                                                                |                                                                                                |                                                                                                |

## Wyniki wyborów do Sejmiku Województwa Łódzkiego III kadencji
| Komitet wyborczy | Komitet wyborczy                        | Głosy   | Głosy  | Głosy | Mandaty | Mandaty | Mandaty |
| Komitet wyborczy | Komitet wyborczy                        | Liczba  | %      | +/−   | Liczba  | +/−     | %       |
| ---------------- | --------------------------------------- | ------- | ------ | ----- | ------- | ------- | ------- |
|                  | Prawo i Sprawiedliwość                  | 189 276 | 23,14  | —     | 12      | —       | 33,33   |
|                  | Platforma Obywatelska RP                | 176 368 | 21,57  | —     | 10      | —       | 27,78   |
|                  | Polskie Stronnictwo Ludowe              | 126 473 | 15,47  | 0,16  | 6       |         | 16,67   |
|                  | KKW Lewica i Demokraci SLD+SDPL+PD+UP   | 126 251 | 15,44  | 8,47  | 4       | 8       | 11,11   |
|                  | Samoobrona Rzeczpospolitej Polskiej     | 55 707  | 6,81   | 14,70 | 4       | 6       | 11,11   |
|                  |                                         |         |        |       |         |         |         |
|                  | Liga Polskich Rodzin                    | 35 531  | 4,34   | 9,53  | —       | 6       | —       |
|                  | Krajowa Partia Emerytów i Rencistów     | 25 074  | 3,07   | 2,13  | —       |         | —       |
|                  | Samoobrona Patriotyczna                 | 20 024  | 2,45   | —     | —       | —       | —       |
|                  | Chrześcijański Ruch Samorządowy         | 15 426  | 1,89   | —     | —       | —       | —       |
|                  | KWW Strażacki Komitet Wyborczy          | 12 610  | 1,54   | —     | —       | —       | —       |
|                  | Polska Partia Pracy                     | 10 868  | 1,33   | 0,38  | —       |         | —       |
|                  | Unia Polityki Realnej                   | 10 663  | 1,30   | 0,88  | —       |         | —       |
|                  | Stowarzyszenie Instruktorów Nauki Jazdy | 5602    | 0,69   | —     | —       | —       | —       |
|                  | Narodowe Odrodzenie Polski              | 3586    | 0,44   | —     | —       | —       | —       |
|                  | KWW Wojewódzki Ruch Samorządowy         | 2981    | 0,36   | —     | —       | —       | —       |
|                  | KWW Wojewódzki Lista Sowińskiego        | 851     | 0,10   | —     | —       | —       | —       |
|                  | KWW Porozumienie Robotniczo-Ludowe      | 500     | 0,06   | —     | —       | —       | —       |
|                  |                                         |         |        |       |         |         |         |
| Ogółem           | Ogółem                                  | 817 791 | 100,00 | —     | 36      | —       | 100,00  |
| Głosy nieważne   | Głosy nieważne                          | 128 272 | 13,56  | 1,06  |         |         |         |
| Frekwencja       | Frekwencja                              | 946 063 | 45,66  | 3,91  |         |         |         |

Podział mandatów i rozkład procentowy poparcia w wyniku wyborów z uwzględnieniem podziału na późniejszą koalicję rządzącą w kolejności: ugrupowania zarządu, opozycja sejmikowa i pozasejmikowa (komitety, które nie przekroczyły 1% poparcia w skali województwa, potraktowano zbiorczo) [Marszałek województwa Włodzimierz Fisiak, koalicja PO-PSL-LiD]:
|    |     |     |     |            |
| ↓  |     |     |     |            |
| 10 | 6   | 4   | 12  | 4          |
| PO | PSL | LiD | PiS | Samoobrona |

|    |     |     |     |  |     |  |  |  |  |  |  |  |  |
|    |     |     |     |  |     |  |  |  |  |  |  |  |  |
| PO | PSL | LiD | PiS |  | LPR |  |  |  |  |  |  |  |  |

| Radni III kadencji |                                                                                                |                                                                                                |                                                                                                |                                                                                                |                                                                                                |                                                                                                |                                                                                                |                                                                                                |                                                                                                |                                                                                                |
| Nr                 | Radni wybrani z list poszczególnych komitetów wyborczych (w nawiasach liczba zdobytych głosów) | Radni wybrani z list poszczególnych komitetów wyborczych (w nawiasach liczba zdobytych głosów) | Radni wybrani z list poszczególnych komitetów wyborczych (w nawiasach liczba zdobytych głosów) | Radni wybrani z list poszczególnych komitetów wyborczych (w nawiasach liczba zdobytych głosów) | Radni wybrani z list poszczególnych komitetów wyborczych (w nawiasach liczba zdobytych głosów) | Radni wybrani z list poszczególnych komitetów wyborczych (w nawiasach liczba zdobytych głosów) | Radni wybrani z list poszczególnych komitetów wyborczych (w nawiasach liczba zdobytych głosów) | Radni wybrani z list poszczególnych komitetów wyborczych (w nawiasach liczba zdobytych głosów) | Radni wybrani z list poszczególnych komitetów wyborczych (w nawiasach liczba zdobytych głosów) | Radni wybrani z list poszczególnych komitetów wyborczych (w nawiasach liczba zdobytych głosów) |
| 1                  |                                                                                                | Platforma Obywatelska RP Włodzimierz Fisiak (16 313) Agata Sadowska (5367)                     |                                                                                                | Prawo i Sprawiedliwość Krzysztof Dudek (14 371) Jerzy Stasiak (2961)                           |                                                                                                | KKW Lewica i Demokraci SLD+SDPL+PD+UP Mieczysław Teodorczyk (7373)                             |                                                                                                |                                                                                                |                                                                                                |                                                                                                |
| 2                  | Platforma Obywatelska RP Elżbieta Hibner (8022) Sylwia Adamczewska (2394)                      | Prawo i Sprawiedliwość Anna Kamińska (10 439) Wojciech Walczak (3844)                          | KKW Lewica i Demokraci SLD+SDPL+PD+UP Krzysztof Makowski (15 903)                              |                                                                                                |                                                                                                |                                                                                                |                                                                                                |                                                                                                |                                                                                                |                                                                                                |
| 3                  |                                                                                                | Prawo i Sprawiedliwość Grzegorz Michalak (4842) Tomasz Kupis (4101)                            |                                                                                                | Platforma Obywatelska RP Jerzy Olejniczak (5294)                                               |                                                                                                | Polskie Stronnictwo Ludowe Edward Gnat (3262)                                                  |                                                                                                | KKW Lewica i Demokraci SLD+SDPL+PD+UP Michał Kaczmarek (6795)                                  |                                                                                                | Samoobrona Rzeczpospolitej Polskiej Jan Wojtera (3453)                                         |
| 4                  | Prawo i Sprawiedliwość Marek Cieślak (3335) Jan Kałużny (3189)                                 |                                                                                                | Polskie Stronnictwo Ludowe Andrzej Chowis (5022) Elżbieta Nawrocka (4512)                      |                                                                                                | Platforma Obywatelska RP Waldemar Przyrowski (6849) Franciszek Widera (2856)                   | KKW Lewica i Demokraci SLD+SDPL+PD+UP Irena Nowacka (10 477)                                   | Samoobrona Rzeczpospolitej Polskiej wakat                                                      |                                                                                                |                                                                                                |                                                                                                |
| 5                  | Prawo i Sprawiedliwość Piotr Grabowski (7706) Witold Witczak (6400)                            | Polskie Stronnictwo Ludowe Marek Mazur (2985) Zygmunt Kocimowski (2442)                        | Platforma Obywatelska RP Anna Mizgalska-Dąbrowska (2426) Marek Grynkiewicz (2174)              |                                                                                                | Samoobrona Rzeczpospolitej Polskiej Piotr Kociołek (1623)                                      |                                                                                                |                                                                                                |                                                                                                |                                                                                                |                                                                                                |
| 6                  | Prawo i Sprawiedliwość Paweł Kwaśniak (8990) Jan Rożenek (3807)                                | Polskie Stronnictwo Ludowe Artur Bagieński (7865)                                              | Platforma Obywatelska RP Wiktor Olszewski (6250)                                               | Samoobrona Rzeczpospolitej Polskiej Cezary Łyżwiński (4491)                                    |                                                                                                |                                                                                                |                                                                                                |                                                                                                |                                                                                                |                                                                                                |
|                    |                                                                                                |                                                                                                |                                                                                                |                                                                                                |                                                                                                |                                                                                                |                                                                                                |                                                                                                |                                                                                                |                                                                                                |

## Wyniki wyborów do Sejmiku Województwa Małopolskiego III kadencji
| Komitet wyborczy | Komitet wyborczy                      | Głosy     | Głosy  | Głosy | Mandaty | Mandaty | Mandaty |
| Komitet wyborczy | Komitet wyborczy                      | Liczba    | %      | +/−   | Liczba  | +/−     | %       |
| ---------------- | ------------------------------------- | --------- | ------ | ----- | ------- | ------- | ------- |
|                  | Prawo i Sprawiedliwość                | 354 701   | 34,44  | —     | 16      | —       | 41,03   |
|                  | Platforma Obywatelska RP              | 317 021   | 30,78  | —     | 13      | —       | 33,33   |
|                  | Polskie Stronnictwo Ludowe            | 85 670    | 8,32   | 0,24  | 4       | 2       | 10,26   |
|                  | Liga Polskich Rodzin                  | 63 662    | 6,18   | 11,68 | 4       | 5       | 10,26   |
|                  | KKW Lewica i Demokraci SLD+SDPL+PD+UP | 100 850   | 9,79   | 7,94  | 2       | 6       | 5,13    |
|                  |                                       |           |        |       |         |         |         |
|                  | Samoobrona Rzeczpospolitej Polskiej   | 39 615    | 3,85   | 7,56  | —       | 4       | —       |
|                  | Krajowa Partia Emerytów i Rencistów   | 36 091    | 3,50   | 2,46  | —       |         | —       |
|                  | Polska Partia Pracy                   | 12 692    | 1,23   | 0,21  | —       |         | —       |
|                  | Unia Polityki Realnej                 | 10 674    | 1,04   | 1,83  | —       |         | —       |
|                  | Chrześcijański Ruch Samorządowy       | 5769      | 0,56   | —     | —       | —       | —       |
|                  | KWW Sławomir Gąsiorowski – prawnik    | 2037      | 0,20   | —     | —       | —       | —       |
|                  | KWW Twój Dobry Wybór                  | 1082      | 0,11   | —     | —       | —       | —       |
|                  |                                       |           |        |       |         |         |         |
| Ogółem           | Ogółem                                | 1 029 864 | 100,00 | —     | 39      | —       | 100,00  |
| Głosy nieważne   | Głosy nieważne                        | 133 546   | 11,48  | 0,92  |         |         |         |
| Frekwencja       | Frekwencja                            | 1 163 410 | 45,97  | 0,06  |         |         |         |

Podział mandatów i rozkład procentowy poparcia w wyniku wyborów z uwzględnieniem podziału na późniejszą koalicję rządzącą w kolejności: ugrupowania zarządu, opozycja sejmikowa i pozasejmikowa (komitety, które nie przekroczyły 1% poparcia w skali województwa, potraktowano zbiorczo) [Marszałek województwa Marek Nawara, koalicja PiS-PSL-LPR]:
|     |     |     |    |     |
| ↓   |     |     |    |     |
| 16  | 4   | 4   | 13 | 2   |
| PiS | PSL | LPR | PO | LiD |

|     |     |     |    |     |  |  |  |  |  |  |
|     |     |     |    |     |  |  |  |  |  |  |
| PiS | PSL | LPR | PO | LiD |  |  |  |  |  |  |

| Radni III kadencji | | |                                                                                                |                                                                                                   |                                                                                                |                                                                                                |                                                                                                |                                                                                                |                                                                                                |
| Nr                 | Radni wybrani z list poszczególnych komitetów wyborczych (w nawiasach liczba zdobytych głosów)      | Radni wybrani z list poszczególnych komitetów wyborczych (w nawiasach liczba zdobytych głosów)                                                   | Radni wybrani z list poszczególnych komitetów wyborczych (w nawiasach liczba zdobytych głosów) | Radni wybrani z list poszczególnych komitetów wyborczych (w nawiasach liczba zdobytych głosów)    | Radni wybrani z list poszczególnych komitetów wyborczych (w nawiasach liczba zdobytych głosów) | Radni wybrani z list poszczególnych komitetów wyborczych (w nawiasach liczba zdobytych głosów) | Radni wybrani z list poszczególnych komitetów wyborczych (w nawiasach liczba zdobytych głosów) | Radni wybrani z list poszczególnych komitetów wyborczych (w nawiasach liczba zdobytych głosów) | Radni wybrani z list poszczególnych komitetów wyborczych (w nawiasach liczba zdobytych głosów) |
| 1                  | | Platforma Obywatelska RP Marek Lasota (13 666) Marek Sowa (7742)                                                                                 |                                                                                                | Prawo i Sprawiedliwość Agata Szuta (13 225) Ewa Klich (6408)                                      |                                                                                                | KKW Lewica i Demokraci SLD+SDPL+PD+UP Bogusław Mąsior (8784)                                   |                                                                                                |                                                                                                |                                                                                                |
| 2                  | | Prawo i Sprawiedliwość Jan Bereza (6813) Stanisław Rumian (6655)                                                                                 |                                                                                                | Platforma Obywatelska RP Kazimierz Czekaj (13 336)                                                |                                                                                                | Polskie Stronnictwo Ludowe Stefan Nowak (4587)                                                 |                                                                                                | Liga Polskich Rodzin Wojciech Bosak (5327)                                                     |                                                                                                |
| 3                  | | Platforma Obywatelska RP Teresa Starmach (10 709) Kazimierz Barczyk (7068) Stanisław Handzlik (6758) Ewa Wicher (3278) Krzysztof Kiciński (2453) |                                                                                                | Prawo i Sprawiedliwość Marek Nawara (34 500) Renata Godyń-Swędzioł (6531) Maria Malinowska (6492) |                                                                                                | KKW Lewica i Demokraci SLD+SDPL+PD+UP Brygida Kuźniak (14 293)                                 |                                                                                                |                                                                                                |                                                                                                |
| 4                  | | Prawo i Sprawiedliwość Andrzej Kramarczyk (15 743) Jan Hamerski (9605) Andrzej Sasuła (6700)                                                     |                                                                                                | Platforma Obywatelska RP Barbara Dziwisz (14 521) Jerzy Ochman (6005)                             |                                                                                                | Liga Polskich Rodzin Piotr Stachura (3862)                                                     |                                                                                                | Polskie Stronnictwo Ludowe Franciszek Szydłowski (3299)                                        |                                                                                                |
| 5                  | Prawo i Sprawiedliwość Barbara Kosińska-Geras (19 215) Iwona Tworzydło (6423) Elżbieta Zięba (6355) | Platforma Obywatelska RP Roman Ciepiela (9097) Bolesław Łączyński (6343)                                                                         |                                                                                                | Polskie Stronnictwo Ludowe wakat                                                                  |                                                                                                | Liga Polskich Rodzin Adam Kwaśniak (4685)                                                      |                                                                                                |                                                                                                |                                                                                                |
| 6                  | Prawo i Sprawiedliwość Andrzej Romanek (16 879) Witold Kozłowski (15 297) Grzegorz Biedroń (7083)   | Platforma Obywatelska RP Leszek Zegzda (8415) | Polskie Stronnictwo Ludowe Urszula Nowogórska (4392)                                           | Liga Polskich Rodzin Stanisław Dębski (4698)                                                      |                                                                                                |                                                                                                |                                                                                                |                                                                                                |                                                                                                |
|                    | | |                                                                                                |                                                                                                   |                                                                                                |                                                                                                |                                                                                                |                                                                                                |                                                                                                |

## Wyniki wyborów do Sejmiku Województwa Mazowieckiego III kadencji
| Komitet wyborczy | Komitet wyborczy                                | Głosy     | Głosy  | Głosy | Mandaty | Mandaty | Mandaty |
| Komitet wyborczy | Komitet wyborczy                                | Liczba    | %      | +/−   | Liczba  | +/−     | %       |
| ---------------- | ----------------------------------------------- | --------- | ------ | ----- | ------- | ------- | ------- |
|                  | Platforma Obywatelska RP                        | 427 701   | 24,47  | 16,00 | 17      | 12      | 33,33   |
|                  | Prawo i Sprawiedliwość                          | 436 142   | 24,96  | 7,61  | 14      | 4       | 27,45   |
|                  | Polskie Stronnictwo Ludowe                      | 342 440   | 19,59  | 8,20  | 12      | 5       | 23,53   |
|                  | KKW Lewica i Demokraci SLD+SDPL+PD+UP           | 221 676   | 12,68  | 8,41  | 4       | 10      | 7,84    |
|                  | Liga Polskich Rodzin                            | 104 458   | 5,98   | 8,27  | 4       | 3       | 7,84    |
|                  |                                                 |           |        |       |         |         |         |
|                  | Samoobrona Rzeczpospolitej Polskiej             | 45 060    | 2,58   | 12,94 | —       | 8       | —       |
|                  | Unia Polityki Realnej                           | 41 613    | 2,38   | 1,12  | —       |         | —       |
|                  | Krajowa Partia Emerytów i Rencistów             | 38 782    | 2,22   | 1,53  | —       |         | —       |
|                  | Wspólnota Samorządowa Województwa Mazowieckiego | 36 873    | 2,11   | —     | —       | —       | —       |
|                  | KWW Nasza Warszawa i Mazowsze                   | 16 895    | 0,97   | —     | —       | —       | —       |
|                  | Polska Partia Pracy                             | 12 236    | 0,70   | 0,24  | —       |         | —       |
|                  | Wierni Polsce                                   | 7152      | 0,41   | —     | —       | —       | —       |
|                  | Stowarzyszenie Platforma Samorządowa            | 5503      | 0,31   | —     | —       | —       | —       |
|                  | Narodowe Odrodzenie Polski                      | 5293      | 0,30   | —     | —       | —       | —       |
|                  | Samoobrona Patriotyczna                         | 3945      | 0,23   | —     | —       | —       | —       |
|                  | KWW Konfederacja Polski Niepodległej            | 1227      | 0,07   | 0,15  | —       |         | —       |
|                  | Konfederacja – Godność i Praca                  | 703       | 0,04   | —     | —       | —       | —       |
|                  |                                                 |           |        |       |         |         |         |
| Ogółem           | Ogółem                                          | 1 747 699 | 100,00 | —     | 51      | —       | 100,00  |
| Głosy nieważne   | Głosy nieważne                                  | 298 851   | 14,60  | 2,40  |         |         |         |
| Frekwencja       | Frekwencja                                      | 2 046 550 | 50,52  | 4,38  |         |         |         |

Podział mandatów i rozkład procentowy poparcia w wyniku wyborów z uwzględnieniem podziału na późniejszą koalicję rządzącą w kolejności: ugrupowania zarządu, opozycja sejmikowa i pozasejmikowa (komitety, które nie przekroczyły 1% poparcia w skali województwa, potraktowano zbiorczo) [Marszałek województwa Adam Struzik, koalicja PSL-PO]:
|    |     |     |     |     |
| ↓  |     |     |     |     |
| 17 | 12  | 14  | 4   | 4   |
| PO | PSL | PiS | LiD | LPR |

|    |     |     |     |     |  |  |  |  |  |  |
|    |     |     |     |     |  |  |  |  |  |  |
| PO | PSL | PiS | LiD | LPR |  |  |  |  |  |  |

| Radni III kadencji | | |                                                                                                |                                                                                                |                                                                                                |                                                                                                |                                                                                                |                                                                                                |                                                                                                |                                                                                                |
| Nr                 | Radni wybrani z list poszczególnych komitetów wyborczych (w nawiasach liczba zdobytych głosów)                   | Radni wybrani z list poszczególnych komitetów wyborczych (w nawiasach liczba zdobytych głosów)                                               | Radni wybrani z list poszczególnych komitetów wyborczych (w nawiasach liczba zdobytych głosów) | Radni wybrani z list poszczególnych komitetów wyborczych (w nawiasach liczba zdobytych głosów) | Radni wybrani z list poszczególnych komitetów wyborczych (w nawiasach liczba zdobytych głosów) | Radni wybrani z list poszczególnych komitetów wyborczych (w nawiasach liczba zdobytych głosów) | Radni wybrani z list poszczególnych komitetów wyborczych (w nawiasach liczba zdobytych głosów) | Radni wybrani z list poszczególnych komitetów wyborczych (w nawiasach liczba zdobytych głosów) | Radni wybrani z list poszczególnych komitetów wyborczych (w nawiasach liczba zdobytych głosów) | Radni wybrani z list poszczególnych komitetów wyborczych (w nawiasach liczba zdobytych głosów) |
| 1                  | | Platforma Obywatelska RP Robert Soszyński (39 741) Klara Kazimierska-Czaja (17 750) Krzysztof Skolimowski (9870)                             |                                                                                                | Prawo i Sprawiedliwość Irena Kleniewska (7762)                                                 |                                                                                                | KKW Lewica i Demokraci SLD+SDPL+PD+UP Jacek Pużuk (11 463)                                     |                                                                                                |                                                                                                |                                                                                                |                                                                                                |
| 2                  | Platforma Obywatelska RP Ludwik Rakowski (22 733) Piotr Strzembosz (20 192) Urszula Uranowska-Muszyńska (19 158) | Prawo i Sprawiedliwość Maciej Więckowski (30 195) Lidia Ujazdowska (13 819)                                                                  | KKW Lewica i Demokraci SLD+SDPL+PD+UP Marcin Święcicki (27 150)                                |                                                                                                |                                                                                                |                                                                                                |                                                                                                |                                                                                                |                                                                                                |                                                                                                |
| 3                  | Platforma Obywatelska RP Tomasz Kucharski (30 889) Olga Łyjak (14 368) Artur Buczyński (9151)                    | Prawo i Sprawiedliwość Janina Rogg (15 603) Jarosław Jankowski (12 264)                                                                      | KKW Lewica i Demokraci SLD+SDPL+PD+UP Dorota Grochala (1557)                                   |                                                                                                |                                                                                                |                                                                                                |                                                                                                |                                                                                                |                                                                                                |                                                                                                |
| 4                  | | Polskie Stronnictwo Ludowe Adam Struzik (73 398) Henryk Antczak (7748) Witold Chrzanowski (7278) Jerzy Krupa (5511) Wiesława Krawczyk (5068) | Prawo i Sprawiedliwość Benedykt Pszczółkowski (5843) Tomasz Matuszewski (3983)                 |                                                                                                | Platforma Obywatelska RP Stefan Kotlewski (8514)                                               |                                                                                                | Liga Polskich Rodzin Marian Brudzyński (3313)                                                  |                                                                                                |                                                                                                |                                                                                                |
| 5                  | Polskie Stronnictwo Ludowe Bożenna Pacholczak (11 844) Bogumił Ferensztajn (8575)                                | Prawo i Sprawiedliwość Jan Rejczak (14 625) Agnieszka Górska (5097)                                                                          | Platforma Obywatelska RP Leszek Ruszczyk (10 273) Lucyna Fidor (6576)                          | Liga Polskich Rodzin Agnieszka Górska (3386)                                                   |                                                                                                |                                                                                                |                                                                                                |                                                                                                |                                                                                                |                                                                                                |
| 6                  | Polskie Stronnictwo Ludowe Danuta Janusz (6200) Marian Krupiński (5913) Cecylia Domżała (5614)                   | Prawo i Sprawiedliwość Elżbieta Lanc (17 249) Karol Tchórzewski (5989) Jan Osiej (4256)                                                      | Platforma Obywatelska RP Janusz Gołota (7309) Leszek Celej (5934)                              | Liga Polskich Rodzin Paweł Sulowski (2714)                                                     |                                                                                                |                                                                                                |                                                                                                |                                                                                                |                                                                                                |                                                                                                |
| 7                  | | Platforma Obywatelska RP Grzegorz Kostrzewa-Zorbas (28 515) Jolanta Koczorowska (18 680) Andrzej Wojciechowski (7808)                        | Prawo i Sprawiedliwość Jakub Czułba (18 822) Erwina Ryś-Ferens (12 675)                        |                                                                                                | Polskie Stronnictwo Ludowe Maria Kowalska (7137) wakat                                         |                                                                                                | KKW Lewica i Demokraci SLD+SDPL+PD+UP Marek Papuga (3886)                                      |                                                                                                | Liga Polskich Rodzin Cyprian Gutkowski (3475)                                                  |                                                                                                |
|                    | | |                                                                                                |                                                                                                |                                                                                                |                                                                                                |                                                                                                |                                                                                                |                                                                                                |                                                                                                |

## Wyniki wyborów do Sejmiku Województwa Opolskiego III kadencji
| Komitet wyborczy | Komitet wyborczy                      | Głosy   | Głosy  | Głosy | Mandaty | Mandaty | Mandaty |
| Komitet wyborczy | Komitet wyborczy                      | Liczba  | %      | +/−   | Liczba  | +/−     | %       |
| ---------------- | ------------------------------------- | ------- | ------ | ----- | ------- | ------- | ------- |
|                  | Platforma Obywatelska RP              | 68 128  | 23,99  | —     | 8       | —       | 26,67   |
|                  | Prawo i Sprawiedliwość                | 54 046  | 19,03  | —     | 8       | —       | 26,67   |
|                  | KWW Mniejszość Niemiecka              | 49 131  | 17,30  | 1,31  | 7       |         | 23,33   |
|                  | KKW Lewica i Demokraci SLD+SDPL+PD+UP | 36 781  | 12,95  | 11,56 | 4       | 7       | 13,33   |
|                  | Polskie Stronnictwo Ludowe            | 27 132  | 9,55   | 0,97  | 3       |         | 10,00   |
|                  |                                       |         |        |       |         |         |         |
|                  | Samoobrona Rzeczpospolitej Polskiej   | 12 506  | 4,40   | 6,89  | —       | 3       | —       |
|                  | Liga Polskich Rodzin                  | 9536    | 3,36   | 8,28  | —       | 3       | —       |
|                  | Krajowa Partia Emerytów i Rencistów   | 8136    | 2,86   | —     | —       | —       | —       |
|                  | KWW „Samorządna Opolszczyzna”         | 4546    | 1,60   | —     | —       | —       | —       |
|                  | Ruch Autonomii Śląska                 | 4151    | 1,46   | 0,26  | —       |         | —       |
|                  | Unia Polityki Realnej                 | 3383    | 1,19   | 1,17  | —       |         | —       |
|                  | KWW Obrona Narodu Polskiego           | 3054    | 1,08   | —     | —       | —       | —       |
|                  | Polska Partia Pracy                   | 2881    | 1,01   | 0,40  | —       |         | —       |
|                  | Narodowe Odrodzenie Polski            | 627     | 0,22   | —     | —       | —       | —       |
|                  |                                       |         |        |       |         |         |         |
| Ogółem           | Ogółem                                | 284 038 | 100,00 | —     | 30      | —       | 100,00  |
| Głosy nieważne   | Głosy nieważne                        | 38 748  | 12,00  | 0,30  |         |         |         |
| Frekwencja       | Frekwencja                            | 322 786 | 39,02  | 1,59  |         |         |         |

Podział mandatów i rozkład procentowy poparcia w wyniku wyborów z uwzględnieniem podziału na późniejszą koalicję rządzącą w kolejności: ugrupowania zarządu, opozycja sejmikowa i pozasejmikowa [Marszałek województwa Józef Sebesta, koalicja PO-MN-PSL]:
|    |    |     |     |     |
| ↓  |    |     |     |     |
| 8  | 7  | 3   | 8   | 4   |
| PO | MN | PSL | PiS | LiD |

|    |    |     |     |     |  |     |  |  |  |  |  |  |  |  |
|    |    |     |     |     |  |     |  |  |  |  |  |  |  |  |
| PO | MN | PSL | PiS | LiD |  | LPR |  |  |  |  |  |  |  |  |

| Radni III kadencji |                                                                                                |                                                                                                   |                                                                                                   |                                                                                                |                                                                                                |                                                                                                |                                                                                                |                                                                                                |                                                                                                |                                                                                                |
| Nr                 | Radni wybrani z list poszczególnych komitetów wyborczych (w nawiasach liczba zdobytych głosów) | Radni wybrani z list poszczególnych komitetów wyborczych (w nawiasach liczba zdobytych głosów)    | Radni wybrani z list poszczególnych komitetów wyborczych (w nawiasach liczba zdobytych głosów)    | Radni wybrani z list poszczególnych komitetów wyborczych (w nawiasach liczba zdobytych głosów) | Radni wybrani z list poszczególnych komitetów wyborczych (w nawiasach liczba zdobytych głosów) | Radni wybrani z list poszczególnych komitetów wyborczych (w nawiasach liczba zdobytych głosów) | Radni wybrani z list poszczególnych komitetów wyborczych (w nawiasach liczba zdobytych głosów) | Radni wybrani z list poszczególnych komitetów wyborczych (w nawiasach liczba zdobytych głosów) | Radni wybrani z list poszczególnych komitetów wyborczych (w nawiasach liczba zdobytych głosów) | Radni wybrani z list poszczególnych komitetów wyborczych (w nawiasach liczba zdobytych głosów) |
| 1                  |                                                                                                | Platforma Obywatelska RP Elżbieta Kurek (7126) Janusz Trzepizur (4440) Tomasz Kostuś (2943)       |                                                                                                   | KWW Mniejszość Niemiecka Norbert Rasch (4644) Alojzy Kokot (2308)                              |                                                                                                | Prawo i Sprawiedliwość Grzegorz Sawicki (5529)                                                 |                                                                                                | KKW Lewica i Demokraci SLD+SDPL+PD+UP Apolonia Klepacz (3842)                                  |                                                                                                |                                                                                                |
| 2                  |                                                                                                | Prawo i Sprawiedliwość Andrzej Zielonka (2866) Paweł Cieplik (2288)                               |                                                                                                   | Platforma Obywatelska RP Andrzej Misiak (807)                                                  |                                                                                                | KKW Lewica i Demokraci SLD+SDPL+PD+UP Jacek Pawlicki (1538)                                    |                                                                                                | KWW Mniejszość Niemiecka Herbert Czaja (2300)                                                  |                                                                                                | Polskie Stronnictwo Ludowe Grzegorz Zubek (1164)                                               |
| 3                  |                                                                                                | KWW Mniejszość Niemiecka Józef Kotyś (6046) Bruno Kosak (1859)                                    | Platforma Obywatelska RP Józef Sebesta (3853)                                                     | KKW Lewica i Demokraci SLD+SDPL+PD+UP Andrzej Mazur (3232)                                     |                                                                                                | Prawo i Sprawiedliwość Bernard Ptaszyński (2106)                                               |                                                                                                |                                                                                                |                                                                                                |                                                                                                |
| 4                  | KWW Mniejszość Niemiecka Ryszard Donitza (3664) Andrzej Kasiura (2508)                         | Platforma Obywatelska RP Zbigniew Ziółko (2801)                                                   |                                                                                                   | Prawo i Sprawiedliwość Jerzy Czerwiński (3876)                                                 |                                                                                                | Polskie Stronnictwo Ludowe Kazimierz Pyziak (3291)                                             |                                                                                                |                                                                                                |                                                                                                |                                                                                                |
| 5                  |                                                                                                | Prawo i Sprawiedliwość Jolanta Malinowska (2656) Dariusz Byczkowski (2427) Leszek Darowski (1006) | Platforma Obywatelska RP Bogusław Wierdak (6200) Marek Szymkowicz (4694) Patrycja Pośpiech (1401) |                                                                                                | Polskie Stronnictwo Ludowe Teresa Karol (1956)                                                 |                                                                                                | KKW Lewica i Demokraci SLD+SDPL+PD+UP Józef Śliwa (3619)                                       |                                                                                                |                                                                                                |                                                                                                |
|                    |                                                                                                |                                                                                                   |                                                                                                   |                                                                                                |                                                                                                |                                                                                                |                                                                                                |                                                                                                |                                                                                                |                                                                                                |

## Wyniki wyborów do Sejmiku Województwa Podkarpackiego III kadencji
| Komitet wyborczy | Komitet wyborczy                      | Głosy   | Głosy  | Głosy | Mandaty | Mandaty | Mandaty |
| Komitet wyborczy | Komitet wyborczy                      | Liczba  | %      | +/−   | Liczba  | +/−     | %       |
| ---------------- | ------------------------------------- | ------- | ------ | ----- | ------- | ------- | ------- |
|                  | Prawo i Sprawiedliwość                | 259 580 | 37,14  | —     | 15      | —       | 45,45   |
|                  | Polskie Stronnictwo Ludowe            | 137 044 | 19,61  | 5,47  | 7       | 1       | 21,21   |
|                  | Platforma Obywatelska RP              | 110 151 | 15,76  | —     | 7       | —       | 21,21   |
|                  | Liga Polskich Rodzin                  | 42 799  | 6,12   | 16,74 | 2       | 7       | 6,06    |
|                  | KKW Lewica i Demokraci SLD+SDPL+PD+UP | 69 548  | 9,95   | 8,44  | 1       | 5       | 3,03    |
|                  | Samoobrona Rzeczpospolitej Polskiej   | 37 052  | 5,30   | 11,02 | 1       | 4       | 3,03    |
|                  |                                       |         |        |       |         |         |         |
|                  | Krajowa Partia Emerytów i Rencistów   | 17 796  | 2,55   | 0,91  | —       |         | —       |
|                  | Przymierze Samorządowe Prawicy        | 16 773  | 2,40   | —     | —       | —       | —       |
|                  | Polska Partia Pracy                   | 6278    | 0,90   | 0,01  | —       |         | —       |
|                  | Narodowe Odrodzenie Polski            | 1858    | 0,27   | —     | —       | —       | —       |
|                  |                                       |         |        |       |         |         |         |
| Ogółem           | Ogółem                                | 698 879 | 100,00 | —     | 33      | —       | 100,00  |
| Głosy nieważne   | Głosy nieważne                        | 98 411  | 12,34  | 0,15  |         |         |         |
| Frekwencja       | Frekwencja                            | 797 290 | 48,56  | 1,29  |         |         |         |

Podział mandatów i rozkład procentowy poparcia w wyniku wyborów z uwzględnieniem podziału na późniejszą koalicję rządzącą w kolejności: ugrupowanie zarządu, opozycja sejmikowa i pozasejmikowa (komitety, które nie przekroczyły 1% poparcia w skali województwa, potraktowano zbiorczo) [Marszałek województwa Zygmunt Cholewiński, PiS]:
|     |     |    |     |     |   |
| ↓   |     |    |     |     |   |
| 15  | 7   | 7  | 2   | 1   | 1 |
| PiS | PSL | PO | LPR | LiD |   |

|     |     |    |     |     |  |  |  |  |  |
|     |     |    |     |     |  |  |  |  |  |
| PiS | PSL | PO | LPR | LiD |  |  |  |  |  |

| Radni III kadencji |                                                                                                | |                                                                                                |                                                                                                |                                                                                                |                                                                                                |                                                                                                |                                                                                                |                                                                                                |                                                                                                |
| Nr                 | Radni wybrani z list poszczególnych komitetów wyborczych (w nawiasach liczba zdobytych głosów) | Radni wybrani z list poszczególnych komitetów wyborczych (w nawiasach liczba zdobytych głosów)                   | Radni wybrani z list poszczególnych komitetów wyborczych (w nawiasach liczba zdobytych głosów) | Radni wybrani z list poszczególnych komitetów wyborczych (w nawiasach liczba zdobytych głosów) | Radni wybrani z list poszczególnych komitetów wyborczych (w nawiasach liczba zdobytych głosów) | Radni wybrani z list poszczególnych komitetów wyborczych (w nawiasach liczba zdobytych głosów) | Radni wybrani z list poszczególnych komitetów wyborczych (w nawiasach liczba zdobytych głosów) | Radni wybrani z list poszczególnych komitetów wyborczych (w nawiasach liczba zdobytych głosów) | Radni wybrani z list poszczególnych komitetów wyborczych (w nawiasach liczba zdobytych głosów) | Radni wybrani z list poszczególnych komitetów wyborczych (w nawiasach liczba zdobytych głosów) |
| 1                  |                                                                                                | Prawo i Sprawiedliwość Mieczysław Miazga (8838) Jan Burek (8760) Stanisław Bartnik (6261) Wojciech Buczak (4113) |                                                                                                | Platforma Obywatelska RP Teresa Kubas-Hul (7353) Danuta Stępień (4160)                         |                                                                                                | Polskie Stronnictwo Ludowe Stanisław Bartman (4005)                                            |                                                                                                |                                                                                                |                                                                                                |                                                                                                |
| 2                  | Prawo i Sprawiedliwość Czesław Łączak (10 831) Przemysław Wojtys (6118) Józef Gudyka (3342)    | | Polskie Stronnictwo Ludowe Jan Pieniądz (3563) Andrzej Reguła (3031)                           |                                                                                                | Platforma Obywatelska RP Sławomir Cynkar (4034)                                                |                                                                                                |                                                                                                |                                                                                                |                                                                                                |                                                                                                |
| 3                  | Prawo i Sprawiedliwość Zygmunt Cholewiński (9262) Bogdan Romaniuk (6648) Lidia Błądek (5989)   | | Platforma Obywatelska RP Michał Rutkowski (5978)                                               |                                                                                                | Polskie Stronnictwo Ludowe Stanisław Kościelny (4235)                                          |                                                                                                | Liga Polskich Rodzin Bogusław Tofilski (3139)                                                  |                                                                                                |                                                                                                |                                                                                                |
| 4                  | Prawo i Sprawiedliwość Andrzej Matusiewicz (9716) Stanisław Bajda (7684)                       | | Polskie Stronnictwo Ludowe Lucjan Kuźniar (7513) Marek Czarniecki (3303)                       |                                                                                                | Platforma Obywatelska RP Maciej Lewicki (7437)                                                 | Liga Polskich Rodzin Kazimierz Ziobro (3724)                                                   |                                                                                                |                                                                                                |                                                                                                |                                                                                                |
| 5                  | Prawo i Sprawiedliwość Bogdan Rzońca (13 931) Tadeusz Majchrowicz (3794) Leszek Ciepły (3665)  | | Platforma Obywatelska RP Sławomir Miklicz (5252) Jerzy Borcz (4131)                            |                                                                                                | Polskie Stronnictwo Ludowe Józef Szajna (5919)                                                 |                                                                                                | KKW Lewica i Demokraci SLD+SDPL+PD+UP Janusz Konieczny (6930)                                  |                                                                                                | Samoobrona Rzeczpospolitej Polskiej Zbigniew Szafraniec (3592)                                 |                                                                                                |
|                    |                                                                                                | |                                                                                                |                                                                                                |                                                                                                |                                                                                                |                                                                                                |                                                                                                |                                                                                                |                                                                                                |

## Wyniki wyborów do Sejmiku Województwa Podlaskiego III kadencji
| Komitet wyborczy | Komitet wyborczy                      | Głosy   | Głosy  | Głosy | Mandaty | Mandaty | Mandaty |
| Komitet wyborczy | Komitet wyborczy                      | Liczba  | %      | +/−   | Liczba  | +/−     | %       |
| ---------------- | ------------------------------------- | ------- | ------ | ----- | ------- | ------- | ------- |
|                  | Prawo i Sprawiedliwość                | 112 834 | 29,18  | —     | 11      | —       | 36,67   |
|                  | Platforma Obywatelska RP              | 72 184  | 18,67  | —     | 7       | —       | 23,33   |
|                  | Polskie Stronnictwo Ludowe            | 49 638  | 12,84  | 0,52  | 5       | 2       | 16,67   |
|                  | Samoobrona Rzeczpospolitej Polskiej   | 27 669  | 7,16   | 8,90  | 4       | 1       | 13,33   |
|                  | KKW Lewica i Demokraci SLD+SDPL+PD+UP | 50 890  | 13,16  | 6,93  | 3       | 6       | 10,00   |
|                  |                                       |         |        |       |         |         |         |
|                  | Liga Polskich Rodzin                  | 18 686  | 4,83   | 13,43 | —       | 7       | —       |
|                  | Chrześcijański Ruch Samorządowy       | 16 155  | 4,18   | —     | —       | —       | —       |
|                  | KWW Nasze Podlasie                    | 15 321  | 3,96   | 0,57  | —       |         | —       |
|                  | Krajowa Partia Emerytów i Rencistów   | 10 057  | 2,60   | 1,86  | —       |         | —       |
|                  | KWW Białoruski Komitet Wyborczy       | 7914    | 2,05   | 2,06  | —       |         | —       |
|                  | Polska Partia Pracy                   | 2832    | 0,73   | 0,24  | —       |         | —       |
|                  | Unia Polityki Realnej                 | 2489    | 0,64   | 0,15  | —       |         | —       |
|                  |                                       |         |        |       |         |         |         |
| Ogółem           | Ogółem                                | 386 669 | 100,00 | —     | 30      | —       | 100,00  |
| Głosy nieważne   | Głosy nieważne                        | 44 407  | 10,30  | 0,86  |         |         |         |
| Frekwencja       | Frekwencja                            | 431 076 | 45,49  | 0,50  |         |         |         |

Podział mandatów i rozkład procentowy poparcia w wyniku wyborów w kolejności: ugrupowania sejmikowe i pozasejmikowe (komitety, które nie przekroczyły 1% poparcia w skali województwa, potraktowano zbiorczo):
|     |    |     |            |     |
| ↓   |    |     |            |     |
| 11  | 7  | 5   | 4          | 3   |
| PiS | PO | PSL | Samoobrona | LiD |

|     |    |     |            |     |     |      |  |  |  |  |  |
|     |    |     |            |     |     |      |  |  |  |  |  |
| PiS | PO | PSL | Samoobrona | LiD | LPR | ChRS |  |  |  |  |  |

| Radni III kadencji |                                                                                                |                                                                                                |                                                                                                | |                                                                                                |                                                                                                |                                                                                                |                                                                                                |                                                                                                |                                                                                                |
| Nr                 | Radni wybrani z list poszczególnych komitetów wyborczych (w nawiasach liczba zdobytych głosów) | Radni wybrani z list poszczególnych komitetów wyborczych (w nawiasach liczba zdobytych głosów) | Radni wybrani z list poszczególnych komitetów wyborczych (w nawiasach liczba zdobytych głosów) | Radni wybrani z list poszczególnych komitetów wyborczych (w nawiasach liczba zdobytych głosów)            | Radni wybrani z list poszczególnych komitetów wyborczych (w nawiasach liczba zdobytych głosów) | Radni wybrani z list poszczególnych komitetów wyborczych (w nawiasach liczba zdobytych głosów) | Radni wybrani z list poszczególnych komitetów wyborczych (w nawiasach liczba zdobytych głosów) | Radni wybrani z list poszczególnych komitetów wyborczych (w nawiasach liczba zdobytych głosów) | Radni wybrani z list poszczególnych komitetów wyborczych (w nawiasach liczba zdobytych głosów) | Radni wybrani z list poszczególnych komitetów wyborczych (w nawiasach liczba zdobytych głosów) |
| 1                  |                                                                                                | Prawo i Sprawiedliwość Bogusław Dębski (11 410) Jacek Żalek (3568) Jan Chojnowski (2545)       |                                                                                                | Platforma Obywatelska RP Jarosław Dworzański (7927) Andrzej Parafiniuk (3457) Marcin Marcinkiewicz (2526) |                                                                                                | KKW Lewica i Demokraci SLD+SDPL+PD+UP Jarosław Matwiejuk (7101)                                |                                                                                                |                                                                                                |                                                                                                |                                                                                                |
| 2                  | Prawo i Sprawiedliwość Leszek Dec (3472)                                                       | Platforma Obywatelska RP Cezary Cieślukowski (4270)                                            | KKW Lewica i Demokraci SLD+SDPL+PD+UP Janusz Krzyżewski (5949)                                 | | Polskie Stronnictwo Ludowe Jan Kamiński (4891)                                                 |                                                                                                | Samoobrona Rzeczpospolitej Polskiej Andrzej Chmielewski (2765)                                 |                                                                                                |                                                                                                |                                                                                                |
| 3                  | Prawo i Sprawiedliwość Marek Olbryś (3416) Mieczysław Kowalewski (1990)                        |                                                                                                | Polskie Stronnictwo Ludowe Mieczysław Bagiński (5392)                                          | | Platforma Obywatelska RP Jacek Piorunek (3287)                                                 |                                                                                                | Samoobrona Rzeczpospolitej Polskiej Sławomir Gromadzki (4121)                                  |                                                                                                |                                                                                                |                                                                                                |
| 4                  | Prawo i Sprawiedliwość Marek Komorowski (7008) Karol Tylenda (6539)                            | Polskie Stronnictwo Ludowe Krzysztof Tołwiński (7486)                                          | Platforma Obywatelska RP Daria Sapińska (4262)                                                 | Samoobrona Rzeczpospolitej Polskiej Mikołaj Gawryluk (2202)                                               |                                                                                                |                                                                                                |                                                                                                |                                                                                                |                                                                                                |                                                                                                |
| 5                  | Prawo i Sprawiedliwość Lech Rutkowski (4139) Jacek Łapiński (3880) Andrzej Zaman (2829)        | Polskie Stronnictwo Ludowe Adam Dobroński (3497) Mikołaj Janowski (3092)                       | Platforma Obywatelska RP Zdzisław Jabłoński (4204)                                             | | KKW Lewica i Demokraci SLD+SDPL+PD+UP Jan Syczewski (3646)                                     |                                                                                                | Samoobrona Rzeczpospolitej Polskiej Tomasz Gan (1427)                                          |                                                                                                |                                                                                                |                                                                                                |
|                    |                                                                                                |                                                                                                |                                                                                                | |                                                                                                |                                                                                                |                                                                                                |                                                                                                |                                                                                                |                                                                                                |

## Wyniki wyborów do Sejmiku Województwa Pomorskiego III kadencji
| Komitet wyborczy | Komitet wyborczy                         | Głosy   | Głosy  | Głosy | Mandaty | Mandaty | Mandaty |
| Komitet wyborczy | Komitet wyborczy                         | Liczba  | %      | +/−   | Liczba  | +/−     | %       |
| ---------------- | ---------------------------------------- | ------- | ------ | ----- | ------- | ------- | ------- |
|                  | Platforma Obywatelska RP                 | 317 605 | 43,94  | —     | 18      | —       | 54,55   |
|                  | Prawo i Sprawiedliwość                   | 172 610 | 23,88  | —     | 9       | —       | 27,27   |
|                  | Samoobrona Rzeczpospolitej Polskiej      | 41 838  | 5,79   | 8,27  | 3       | 3       | 9,09    |
|                  | Polskie Stronnictwo Ludowe               | 41 560  | 5,75   | 0,52  | 2       | 1       | 6,06    |
|                  | KKW Lewica i Demokraci SLD+SDPL+PD+UP    | 75 899  | 10,50  | 11,12 | 1       | 8       | 3,03    |
|                  |                                          |         |        |       |         |         |         |
|                  | Krajowa Partia Emerytów i Rencistów      | 27 719  | 3,83   | 1,49  | —       |         | —       |
|                  | Liga Polskich Rodzin                     | 26 018  | 3,60   | 6,76  | —       | 3       | —       |
|                  | Unia Polityki Realnej                    | 8992    | 1,24   | 1,41  | —       |         | —       |
|                  | Narodowe Odrodzenie Polski               | 5747    | 0,80   | —     | —       | —       | —       |
|                  | KWW Obrona Narodu Polskiego              | 3605    | 0,50   | —     | —       | —       | —       |
|                  | KWW Lewica – Młodzi Socjaliści – Zieloni | 990     | 0,14   | —     | —       | —       | —       |
|                  | Polska Partia Pracy                      | 272     | 0,04   | 1,21  | —       |         | —       |
|                  |                                          |         |        |       |         |         |         |
| Ogółem           | Ogółem                                   | 722 855 | 100,00 | —     | 33      | —       | 100,00  |
| Głosy nieważne   | Głosy nieważne                           | 77 412  | 9,67   | 1,19  |         |         |         |
| Frekwencja       | Frekwencja                               | 800 267 | 46,81  | 2,39  |         |         |         |

Podział mandatów i rozkład procentowy poparcia w wyniku wyborów z uwzględnieniem podziału na późniejszą koalicję rządzącą w kolejności: ugrupowania zarządu, opozycja sejmikowa i pozasejmikowa (komitety, które nie przekroczyły 1% poparcia w skali województwa, potraktowano zbiorczo) [Marszałek województwa Jan Kozłowski, koalicja PO-KPEiR]:
|    |     |            |     |     |
| ↓  |     |            |     |     |
| 18 | 9   | 3          | 2   | 1   |
| PO | PiS | Samoobrona | PSL | LiD |

|    |  |     |  |     |     |     |  |  |  |
|    |  |     |  |     |     |     |  |  |  |
| PO |  | PiS |  | PSL | LiD | LPR |  |  |  |

| Radni III kadencji | |                                                                                                  |                                                                                                |                                                                                                |                                                                                                |                                                                                                |                                                                                                |                                                                                                |                                                                                                |                                                                                                |
| Nr                 | Radni wybrani z list poszczególnych komitetów wyborczych (w nawiasach liczba zdobytych głosów)                                                             | Radni wybrani z list poszczególnych komitetów wyborczych (w nawiasach liczba zdobytych głosów)   | Radni wybrani z list poszczególnych komitetów wyborczych (w nawiasach liczba zdobytych głosów) | Radni wybrani z list poszczególnych komitetów wyborczych (w nawiasach liczba zdobytych głosów) | Radni wybrani z list poszczególnych komitetów wyborczych (w nawiasach liczba zdobytych głosów) | Radni wybrani z list poszczególnych komitetów wyborczych (w nawiasach liczba zdobytych głosów) | Radni wybrani z list poszczególnych komitetów wyborczych (w nawiasach liczba zdobytych głosów) | Radni wybrani z list poszczególnych komitetów wyborczych (w nawiasach liczba zdobytych głosów) | Radni wybrani z list poszczególnych komitetów wyborczych (w nawiasach liczba zdobytych głosów) | Radni wybrani z list poszczególnych komitetów wyborczych (w nawiasach liczba zdobytych głosów) |
| 1                  | | Platforma Obywatelska RP Marek Biernacki (14 341) Leszek Bonna (8556) Jan Kleinszmidt (4599)     |                                                                                                | Prawo i Sprawiedliwość Jerzy Barzowski (2645)                                                  |                                                                                                | KKW Lewica i Demokraci SLD+SDPL+PD+UP Piotr Gontarek (6631)                                    |                                                                                                | Polskie Stronnictwo Ludowe Mirosław Batruch (4776)                                             |                                                                                                | Samoobrona Rzeczpospolitej Polskiej Barbara Błaszkowska (4068)                                 |
| 2                  | Platforma Obywatelska RP Wiesław Byczkowski (26 447) Mieczysław Struk (19 862) Lech Żurek (14 584) Halina Piekarek-Jankowska (6482) Maria Kuczyńska (5662) | Prawo i Sprawiedliwość Katarzyna Stanulewicz (15 488) Jan Klawiter (11 666) Adam Śliwicki (5913) |                                                                                                |                                                                                                |                                                                                                |                                                                                                |                                                                                                |                                                                                                |                                                                                                |                                                                                                |
| 3                  | Platforma Obywatelska RP Grzegorz Grzelak (4416) Jacek Bendykowski (3878) Hanna Zych-Cisoń (3719) Mariusz Słomiński (3707) Barbara Szlabowska (2408)       | Prawo i Sprawiedliwość Anna Gwiazda (9113) Lucjan Nowakowski (6381)                              |                                                                                                |                                                                                                |                                                                                                |                                                                                                |                                                                                                |                                                                                                |                                                                                                |                                                                                                |
| 4                  | Platforma Obywatelska RP Brunon Synak (20 743) Dariusz Męczykowski (7529) Tadeusz Haase (5421)                                                             | Prawo i Sprawiedliwość Piotr Zwara (7774) wakat                                                  |                                                                                                | Samoobrona Rzeczpospolitej Polskiej Maria Labuda (2350)                                        |                                                                                                |                                                                                                |                                                                                                |                                                                                                |                                                                                                |                                                                                                |
| 5                  | Platforma Obywatelska RP Leszek Czarnobaj (13 579) Teresa Skolimowska (3475)                                                                               | Prawo i Sprawiedliwość Patryk Demski (2393)                                                      |                                                                                                | Polskie Stronnictwo Ludowe Stanisław Tomczyk (1773)                                            |                                                                                                | Samoobrona Rzeczpospolitej Polskiej Edward Wiśniewski (3542)                                   |                                                                                                |                                                                                                |                                                                                                |                                                                                                |
|                    | |                                                                                                  |                                                                                                |                                                                                                |                                                                                                |                                                                                                |                                                                                                |                                                                                                |                                                                                                |                                                                                                |

## Wyniki wyborów do Sejmiku Województwa Śląskiego III kadencji
| Komitet wyborczy | Komitet wyborczy                      | Głosy     | Głosy  | Głosy | Mandaty | Mandaty | Mandaty |
| Komitet wyborczy | Komitet wyborczy                      | Liczba    | %      | +/−   | Liczba  | +/−     | %       |
| ---------------- | ------------------------------------- | --------- | ------ | ----- | ------- | ------- | ------- |
|                  | Platforma Obywatelska RP              | 450 206   | 33,26  | —     | 21      | —       | 43,75   |
|                  | Prawo i Sprawiedliwość                | 338 528   | 25,01  | —     | 16      | —       | 33,33   |
|                  | KKW Lewica i Demokraci SLD+SDPL+PD+UP | 206 917   | 15,29  | 10,49 | 8       | 12      | 16,67   |
|                  | Polskie Stronnictwo Ludowe            | 70 332    | 5,20   | 0,89  | 3       | 3       | 6,25    |
|                  |                                       |           |        |       |         |         |         |
|                  | Ruch Autonomii Śląska                 | 58 919    | 4,35   | 0,21  | —       |         | —       |
|                  | Samoobrona Rzeczpospolitej Polskiej   | 53 623    | 3,96   | 7,09  | —       | 6       | —       |
|                  | Krajowa Partia Emerytów i Rencistów   | 48 602    | 3,59   | 1     | —       | 1       | —       |
|                  | Liga Polskich Rodzin                  | 46 970    | 3,47   | 2,18  | —       |         | —       |
|                  | Polska Partia Pracy                   | 25 079    | 1,85   | 0,14  | —       |         | —       |
|                  | Unia Polityki Realnej                 | 15 814    | 1,17   | 0,89  | —       |         | —       |
|                  | Konfederacja – Godność i Praca        | 15 469    | 1,14   | —     | —       | —       | —       |
|                  | KWW Obrona Narodu Polskiego           | 14 918    | 1,10   | —     | —       | —       | —       |
|                  | KWW „Teraz Częstochowa”               | 5408      | 0,40   | 1     | —       | 1       | —       |
|                  | Narodowe Odrodzenie Polski            | 2919      | 0,22   | —     | —       | —       | —       |
|                  |                                       |           |        |       |         |         |         |
| Ogółem           | Ogółem                                | 1 353 704 | 100,00 | —     | 48      | —       | 100,00  |
| Głosy nieważne   | Głosy nieważne                        | 148 311   | 9,87   | 1,60  |         |         |         |
| Frekwencja       | Frekwencja                            | 1 502 015 | 39,96  | 2,00  |         |         |         |

Podział mandatów i rozkład procentowy poparcia w wyniku wyborów z uwzględnieniem podziału na późniejszą koalicję rządzącą w kolejności: ugrupowania zarządu, opozycja sejmikowa i pozasejmikowa (komitety, które nie przekroczyły 1% poparcia w skali województwa, potraktowano zbiorczo) [Marszałek województwa Janusz Moszyński, koalicja PO-PiS-PSL]:
|    |     |     |     |
| ↓  |     |     |     |
| 21 | 16  | 3   | 8   |
| PO | PiS | PSL | LiD |

|    |     |     |     |     |  |  |  |  |  |  |  |  |  |
|    |     |     |     |     |  |  |  |  |  |  |  |  |  |
| PO | PiS | PSL | LiD | RAŚ |  |  |  |  |  |  |  |  |  |

| Radni III kadencji | | |                                                                                                |                                                                                                |                                                                                                |                                                                                                |                                                                                                |                                                                                                |                                                                                                |
| Nr                 | Radni wybrani z list poszczególnych komitetów wyborczych (w nawiasach liczba zdobytych głosów)                              | Radni wybrani z list poszczególnych komitetów wyborczych (w nawiasach liczba zdobytych głosów)             | Radni wybrani z list poszczególnych komitetów wyborczych (w nawiasach liczba zdobytych głosów) | Radni wybrani z list poszczególnych komitetów wyborczych (w nawiasach liczba zdobytych głosów) | Radni wybrani z list poszczególnych komitetów wyborczych (w nawiasach liczba zdobytych głosów) | Radni wybrani z list poszczególnych komitetów wyborczych (w nawiasach liczba zdobytych głosów) | Radni wybrani z list poszczególnych komitetów wyborczych (w nawiasach liczba zdobytych głosów) | Radni wybrani z list poszczególnych komitetów wyborczych (w nawiasach liczba zdobytych głosów) | Radni wybrani z list poszczególnych komitetów wyborczych (w nawiasach liczba zdobytych głosów) |
| 1                  | | Prawo i Sprawiedliwość Adam Wolak (15 017) Andrzej Kamiński (8410) Jan Kawulok (6861)                      |                                                                                                | Platforma Obywatelska RP Marcin Kędracki (16 797) Karol Węglarzy (16 797)                      |                                                                                                | KKW Lewica i Demokraci SLD+SDPL+PD+UP Alfred Brudny (14 013)                                   |                                                                                                | Polskie Stronnictwo Ludowe Marian Ormaniec (4746)                                              |                                                                                                |
| 2                  | | Platforma Obywatelska RP Martyna Starc (7100) Wacław Kania (6297) Józef Buszman (5109) Tomasz Wrona (3925) |                                                                                                | Prawo i Sprawiedliwość Piotr Spyra (27 734) Witold Naturski (4214)                             | KKW Lewica i Demokraci SLD+SDPL+PD+UP Henryk Moskwa (8980)                                     |                                                                                                |                                                                                                |                                                                                                |                                                                                                |
| 3                  | Platforma Obywatelska RP Piotr Zienc (11 529) Ewa Lewandowska (4980) Krzysztof Rybka (4054)                                 | Prawo i Sprawiedliwość Czesław Sobierajski (17 907) Jacek Świerkocki (4267)                                | KKW Lewica i Demokraci SLD+SDPL+PD+UP Marian Jarosz (10 331)                                   |                                                                                                | Polskie Stronnictwo Ludowe Bronisław Karasek (1542)                                            |                                                                                                |                                                                                                |                                                                                                |                                                                                                |
| 4                  | Platforma Obywatelska RP Ludgarda Buzek (24 321) Janusz Moszyński (19 048) Piotr Lewandowski (4444)                         | Prawo i Sprawiedliwość Jacek Świetlicki (15 202) Jan Borzymowski (6309)                                    | KKW Lewica i Demokraci SLD+SDPL+PD+UP Sergiusz Karpiński (8923)                                | Polskie Stronnictwo Ludowe Zygmunt Wilk (3043)                                                 |                                                                                                |                                                                                                |                                                                                                |                                                                                                |                                                                                                |
| 5                  | Platforma Obywatelska RP Mieczysław Jagiełło (4916) Wojciech Zamorski (4010) Aleksandra Gajewska (2987) Paweł Kaleta (2743) | Prawo i Sprawiedliwość Grzegorz Szpyrka (18 250) Barbara Dworak (5925)                                     | KKW Lewica i Demokraci SLD+SDPL+PD+UP Cezary Stryjak (6507)                                    |                                                                                                |                                                                                                |                                                                                                |                                                                                                |                                                                                                |                                                                                                |
| 6                  | | Prawo i Sprawiedliwość Włodzimierz Skalik (11 177) Andrzej Hutnik (6665) Tadeusz Szymonik (3413)           |                                                                                                | Platforma Obywatelska RP Mariusz Kleszczewski (4688) Marek Parkitny (2324)                     | KKW Lewica i Demokraci SLD+SDPL+PD+UP Wiesław Maras (9470)                                     |                                                                                                |                                                                                                |                                                                                                |                                                                                                |
| 7                  | | Platforma Obywatelska RP Krzysztof Stachowicz (16 026) Bogusław Śmigielski (6717) Piotr Zarzycki (4856)    |                                                                                                | Prawo i Sprawiedliwość Krzysztof Ślaski (13 533) Marek Migas (3380)                            | KKW Lewica i Demokraci SLD+SDPL+PD+UP Michał Czarski (22 436) Marian Gajda (6985)              |                                                                                                |                                                                                                |                                                                                                |                                                                                                |
|                    | | |                                                                                                |                                                                                                |                                                                                                |                                                                                                |                                                                                                |                                                                                                |                                                                                                |

## Wyniki wyborów do Sejmiku Województwa Świętokrzyskiego III kadencji
| Komitet wyborczy | Komitet wyborczy                         | Głosy   | Głosy  | Głosy | Mandaty | Mandaty | Mandaty |
| Komitet wyborczy | Komitet wyborczy                         | Liczba  | %      | +/−   | Liczba  | +/−     | %       |
| ---------------- | ---------------------------------------- | ------- | ------ | ----- | ------- | ------- | ------- |
|                  | Polskie Stronnictwo Ludowe               | 102 356 | 22,48  | 2,15  | 8       | 1       | 26,67   |
|                  | Prawo i Sprawiedliwość                   | 99 090  | 21,76  | —     | 7       | —       | 23,33   |
|                  | KKW Lewica i Demokraci SLD+SDPL+PD+UP    | 69 474  | 15,26  | 10,72 | 5       | 5       | 16,67   |
|                  | Platforma Obywatelska RP                 | 59 472  | 13,06  | —     | 5       | —       | 16,67   |
|                  | Samoobrona Rzeczpospolitej Polskiej      | 37 019  | 8,13   | 12,88 | 4       | 3       | 13,33   |
|                  | KWW Porozumienie Samorządowe W. Lubawski | 42 119  | 9,25   | —     | 1       | —       | 3,33    |
|                  |                                          |         |        |       |         |         |         |
|                  | Liga Polskich Rodzin                     | 17 307  | 3,80   | 6,20  | —       | 3       | —       |
|                  | Krajowa Partia Emerytów i Rencistów      | 10 708  | 2,35   | 0,73  | —       |         | —       |
|                  | KWW Młodzi Razem                         | 10 131  | 2,22   | —     | —       | —       | —       |
|                  | Polska Partia Pracy                      | 6470    | 1,42   | 1,17  | —       |         | —       |
|                  | Unia Polityki Realnej                    | 627     | 0,14   | 1,54  | —       |         | —       |
|                  | KWW Ruch Wyborców Damy Radę              | 553     | 0,12   | —     | —       | —       | —       |
|                  |                                          |         |        |       |         |         |         |
| Ogółem           | Ogółem                                   | 455 326 | 100,00 | —     | 30      | —       | 100,00  |
| Głosy nieważne   | Głosy nieważne                           | 67 884  | 12,97  | 0,06  |         |         |         |
| Frekwencja       | Frekwencja                               | 523 210 | 50,29  | 0,13  |         |         |         |

Podział mandatów i rozkład procentowy poparcia w wyniku wyborów z uwzględnieniem podziału na późniejszą koalicję rządzącą w kolejności: ugrupowania zarządu, opozycja sejmikowa i pozasejmikowa (komitety, które nie przekroczyły 1% poparcia w skali województwa, potraktowano zbiorczo) [Marszałek województwa Adam Jarubas, koalicja PSL-PiS-PO]:
|     |     |    |     |            |    |
| ↓   |     |    |     |            |    |
| 8   | 7   | 5  | 5   | 4          | 1  |
| PSL | PiS | PO | LiD | Samoobrona | PS |

|     |     |    |     |            |    |     |  |  |  |  |  |
|     |     |    |     |            |    |     |  |  |  |  |  |
| PSL | PiS | PO | LID | Samoobrona | PS | LPR |  |  |  |  |  |

| Radni III kadencji |                                                                                                |                                                                                                  |                                                                                                |                                                                                                |                                                                                                |                                                                                                |                                                                                                |                                                                                                |                                                                                                |                                                                                                |
| Nr                 | Radni wybrani z list poszczególnych komitetów wyborczych (w nawiasach liczba zdobytych głosów) | Radni wybrani z list poszczególnych komitetów wyborczych (w nawiasach liczba zdobytych głosów)   | Radni wybrani z list poszczególnych komitetów wyborczych (w nawiasach liczba zdobytych głosów) | Radni wybrani z list poszczególnych komitetów wyborczych (w nawiasach liczba zdobytych głosów) | Radni wybrani z list poszczególnych komitetów wyborczych (w nawiasach liczba zdobytych głosów) | Radni wybrani z list poszczególnych komitetów wyborczych (w nawiasach liczba zdobytych głosów) | Radni wybrani z list poszczególnych komitetów wyborczych (w nawiasach liczba zdobytych głosów) | Radni wybrani z list poszczególnych komitetów wyborczych (w nawiasach liczba zdobytych głosów) | Radni wybrani z list poszczególnych komitetów wyborczych (w nawiasach liczba zdobytych głosów) | Radni wybrani z list poszczególnych komitetów wyborczych (w nawiasach liczba zdobytych głosów) |
| 1                  |                                                                                                | Polskie Stronnictwo Ludowe Wojciech Borzęcki (4540) Andrzej Błajszczak (4133)                    |                                                                                                | Prawo i Sprawiedliwość Lech Janiszewski (4247)                                                 |                                                                                                | KKW Lewica i Demokraci SLD+SDPL+PD+UP Józef Grabowski (4569)                                   |                                                                                                | Platforma Obywatelska RP Grigor Szaginian (2725)                                               |                                                                                                | Samoobrona Rzeczpospolitej Polskiej Józef Adamczak (2813)                                      |
| 2                  |                                                                                                | Prawo i Sprawiedliwość Jarosław Przygodzki (3885) Janusz Skibiński (2808)                        |                                                                                                | KKW Lewica i Demokraci SLD+SDPL+PD+UP Sławomir Marczewski (5589)                               |                                                                                                | Platforma Obywatelska RP Wojciech Kurek (3339)                                                 |                                                                                                | Polskie Stronnictwo Ludowe Józef Kwiecień (4930)                                               | Samoobrona Rzeczpospolitej Polskiej Barbara Duda (2153)                                        |                                                                                                |
| 3                  | Prawo i Sprawiedliwość Alfreda Zawierucha-Rubak (6003) Mieczysław Gębski (2157)                |                                                                                                  | Polskie Stronnictwo Ludowe Marek Gos (6489)                                                    |                                                                                                | KKW Lewica i Demokraci SLD+SDPL+PD+UP Wiesław Woszczyna (2518)                                 |                                                                                                | Samoobrona Rzeczpospolitej Polskiej Józef Bąk (2603)                                           |                                                                                                | Platforma Obywatelska RP Bogusław Moskal (1935)                                                |                                                                                                |
| 4                  | Prawo i Sprawiedliwość Marcin Perz (6648)                                                      |                                                                                                  | Platforma Obywatelska RP Zdzisław Wrzałka (4268)                                               |                                                                                                | KWW Porozumienie Samorządowe W. Lubawski Janusz Koza (6031)                                    |                                                                                                | KKW Lewica i Demokraci SLD+SDPL+PD+UP Jerzy Suchański (2743)                                   |                                                                                                | Polskie Stronnictwo Ludowe Wacław Berens (1874)                                                |                                                                                                |
| 5                  |                                                                                                | Polskie Stronnictwo Ludowe Adam Jarubas (8031) Tadeusz Kowalczyk (5001) Krzysztof Dziekan (2575) |                                                                                                | Prawo i Sprawiedliwość Marek Bogusławski (5867)                                                |                                                                                                | Platforma Obywatelska RP Józef Żurek (3721)                                                    |                                                                                                | Samoobrona Rzeczpospolitej Polskiej Agnieszka Szlęk (5146)                                     |                                                                                                | KKW Lewica i Demokraci SLD+SDPL+PD+UP Andrzej Nowak (2696)                                     |
|                    |                                                                                                |                                                                                                  |                                                                                                |                                                                                                |                                                                                                |                                                                                                |                                                                                                |                                                                                                |                                                                                                |                                                                                                |

## Wyniki wyborów do Sejmiku Województwa Warmińsko-Mazurskiego III kadencji
| Komitet wyborczy | Komitet wyborczy                                     | Głosy   | Głosy  | Głosy | Mandaty | Mandaty | Mandaty |
| Komitet wyborczy | Komitet wyborczy                                     | Liczba  | %      | +/−   | Liczba  | +/−     | %       |
| ---------------- | ---------------------------------------------------- | ------- | ------ | ----- | ------- | ------- | ------- |
|                  | Platforma Obywatelska RP                             | 121 090 | 26,85  | —     | 10      | —       | 33,33   |
|                  | Polskie Stronnictwo Ludowe                           | 75 190  | 16,67  | 4,04  | 7       | 4       | 23,33   |
|                  | Prawo i Sprawiedliwość                               | 90 869  | 20,15  | —     | 6       | —       | 20,00   |
|                  | Samoobrona Rzeczpospolitej Polskiej                  | 39 255  | 8,70   | 8,01  | 4       | 1       | 13,33   |
|                  | KKW Lewica i Demokraci SLD+SDPL+PD+UP                | 68 063  | 15,09  | 16,96 | 3       | 10      | 10,00   |
|                  |                                                      |         |        |       |         |         |         |
|                  | KWW Dobry Samorząd                                   | 17 853  | 3,96   | —     | —       | —       | —       |
|                  | Liga Polskich Rodzin                                 | 16 102  | 3,57   | 9,63  | —       | 4       | —       |
|                  | Krajowa Partia Emerytów i Rencistów                  | 8903    | 1,97   | 0,07  | —       |         | —       |
|                  | Polska Partia Pracy                                  | 6148    | 1,36   | 1,27  | —       |         | —       |
|                  | Stowarzyszenie Rozwój i Praca Przyszłością Samorządu | 3042    | 0,67   | —     | —       | —       | —       |
|                  | KWW Janusza Nowakowskiego                            | 1629    | 0,36   | —     | —       | —       | —       |
|                  | KWW Warmińsko Mazurskiego Stronnictwa Gospodarczego  | 1332    | 0,30   | —     | —       | —       | —       |
|                  | Unia Polityki Realnej                                | 966     | 0,21   | 1,94  | —       |         | —       |
|                  | KWW Teresy Nawrockiej „2b”                           | 598     | 0,13   | —     | —       | —       | —       |
|                  |                                                      |         |        |       |         |         |         |
| Ogółem           | Ogółem                                               | 451 040 | 100,00 | —     | 30      | —       | 100,00  |
| Głosy nieważne   | Głosy nieważne                                       | 70 535  | 13,52  | 0,78  |         |         |         |
| Frekwencja       | Frekwencja                                           | 521 575 | 46,22  | 0,44  |         |         |         |

Podział mandatów i rozkład procentowy poparcia w wyniku wyborów z uwzględnieniem podziału na późniejszą koalicję rządzącą w kolejności: ugrupowania zarządu, opozycja sejmikowa i pozasejmikowa (komitety, które nie przekroczyły 1% poparcia w skali województwa, potraktowano zbiorczo) [Marszałek województwa Jacek Protas, koalicja PO-PSL]:
|    |     |     |            |     |
| ↓  |     |     |            |     |
| 10 | 7   | 6   | 4          | 3   |
| PO | PSL | PiS | Samoobrona | LiD |

|    |     |     |            |     |    |     |  |  |  |  |
|    |     |     |            |     |    |     |  |  |  |  |
| PO | PSL | PiS | Samoobrona | LiD | DS | LPR |  |  |  |  |

| Radni III kadencji |                                                                                                |                                                                                                |                                                                                                |                                                                                                |                                                                                                |                                                                                                |                                                                                                |                                                                                                |                                                                                                |                                                                                                |
| Nr                 | Radni wybrani z list poszczególnych komitetów wyborczych (w nawiasach liczba zdobytych głosów) | Radni wybrani z list poszczególnych komitetów wyborczych (w nawiasach liczba zdobytych głosów) | Radni wybrani z list poszczególnych komitetów wyborczych (w nawiasach liczba zdobytych głosów) | Radni wybrani z list poszczególnych komitetów wyborczych (w nawiasach liczba zdobytych głosów) | Radni wybrani z list poszczególnych komitetów wyborczych (w nawiasach liczba zdobytych głosów) | Radni wybrani z list poszczególnych komitetów wyborczych (w nawiasach liczba zdobytych głosów) | Radni wybrani z list poszczególnych komitetów wyborczych (w nawiasach liczba zdobytych głosów) | Radni wybrani z list poszczególnych komitetów wyborczych (w nawiasach liczba zdobytych głosów) | Radni wybrani z list poszczególnych komitetów wyborczych (w nawiasach liczba zdobytych głosów) | Radni wybrani z list poszczególnych komitetów wyborczych (w nawiasach liczba zdobytych głosów) |
| 1                  |                                                                                                | Platforma Obywatelska RP Grzegorz Kniefel (5489) Tadeusz Politewicz (5067)                     |                                                                                                | Prawo i Sprawiedliwość Artur Chojecki (6756) Bożena Ulewicz (2689)                             |                                                                                                | KKW Lewica i Demokraci SLD+SDPL+PD+UP Andrzej Ryński (13 819)                                  |                                                                                                | Polskie Stronnictwo Ludowe Urszula Pasławska (4335)                                            |                                                                                                |                                                                                                |
| 2                  | Platforma Obywatelska RP Sławomir Willenberg (3886) Małgorzata Jaśkowiak (3174)                |                                                                                                | Polskie Stronnictwo Ludowe Teresa Nowakowska (1722) Jan Florczyk (915)                         |                                                                                                | Prawo i Sprawiedliwość Wojciech Szadziewicz (4362)                                             |                                                                                                | Samoobrona Rzeczpospolitej Polskiej Leszek Sargalski (3097)                                    |                                                                                                |                                                                                                |                                                                                                |
| 3                  | Platforma Obywatelska RP Paweł Jankowski (6678) Jan Harhaj (5101) Zbigniew Pietrzak (2461)     |                                                                                                | Prawo i Sprawiedliwość Jacek Perliński (4826)                                                  |                                                                                                | KKW Lewica i Demokraci SLD+SDPL+PD+UP Henryk Horbaczewski (5219)                               |                                                                                                | Polskie Stronnictwo Ludowe Jan Bobek (6372)                                                    |                                                                                                | Samoobrona Rzeczpospolitej Polskiej Jerzy Bachar (2765)                                        |                                                                                                |
| 4                  | Platforma Obywatelska RP Jarosław Słoma (5861) Halina Sarul (5538)                             | Prawo i Sprawiedliwość Mirosław Nowakowski (3888)                                              |                                                                                                | Polskie Stronnictwo Ludowe Edward Adamczyk (4969)                                              |                                                                                                | Samoobrona Rzeczpospolitej Polskiej Edward Przyłucki (2603)                                    |                                                                                                |                                                                                                |                                                                                                |                                                                                                |
| 5                  |                                                                                                | Polskie Stronnictwo Ludowe Marcin Piwowarczyk (1964) Andrzej Kurzątkowski (1706)               | Prawo i Sprawiedliwość Adam Puza (6963)                                                        |                                                                                                | Platforma Obywatelska RP Andrzej Zdanowski (3838)                                              |                                                                                                | KKW Lewica i Demokraci SLD+SDPL+PD+UP Julian Osiecki (3725)                                    |                                                                                                | Samoobrona Rzeczpospolitej Polskiej Ewa Gutowska (3216)                                        |                                                                                                |
|                    |                                                                                                |                                                                                                |                                                                                                |                                                                                                |                                                                                                |                                                                                                |                                                                                                |                                                                                                |                                                                                                |                                                                                                |

## Wyniki wyborów do Sejmiku Województwa Wielkopolskiego III kadencji
| Komitet wyborczy | Komitet wyborczy                      | Głosy     | Głosy  | Głosy | Mandaty | Mandaty | Mandaty |
| Komitet wyborczy | Komitet wyborczy                      | Liczba    | %      | +/−   | Liczba  | +/−     | %       |
| ---------------- | ------------------------------------- | --------- | ------ | ----- | ------- | ------- | ------- |
|                  | Platforma Obywatelska RP              | 302 492   | 29,34  | —     | 15      | —       | 38,46   |
|                  | Prawo i Sprawiedliwość                | 208 460   | 20,22  | —     | 12      | —       | 30,77   |
|                  | KKW Lewica i Demokraci SLD+SDPL+PD+UP | 187 881   | 18,22  | 9,67  | 7       | 5       | 17,95   |
|                  | Polskie Stronnictwo Ludowe            | 137 324   | 13,32  | 0,55  | 5       |         | 12,82   |
|                  |                                       |           |        |       |         |         |         |
|                  | Samoobrona Rzeczpospolitej Polskiej   | 50 630    | 4,91   | 10,59 | —       | 7       | —       |
|                  | Liga Polskich Rodzin                  | 39 964    | 3,88   | 1     | —       | 1       | —       |
|                  | Krajowa Partia Emerytów i Rencistów   | 32 400    | 3,14   | 8,19  | —       | 6       | —       |
|                  | Samoobrona Patriotyczna               | 30 907    | 3,00   | —     | —       | —       | —       |
|                  | Unia Polityki Realnej                 | 16 033    | 1,56   | 0,65  | —       |         | —       |
|                  | Polska Partia Pracy                   | 13 048    | 1,27   | 0,66  | —       |         | —       |
|                  | Narodowe Odrodzenie Polski            | 6639      | 0,64   | 1     | —       | 1       | —       |
|                  | Chrześcijański Ruch Samorządowy       | 2956      | 0,29   | —     | —       | —       | —       |
|                  | Konfederacja – Godność i Praca        | 2262      | 0,22   | —     | —       | —       | —       |
|                  |                                       |           |        |       |         |         |         |
| Ogółem           | Ogółem                                | 1 030 996 | 100,00 | —     | 39      | —       | 100,00  |
| Głosy nieważne   | Głosy nieważne                        | 205 792   | 16,64  | 1,19  |         |         |         |
| Frekwencja       | Frekwencja                            | 1 236 788 | 46,99  | 1,08  |         |         |         |

Podział mandatów i rozkład procentowy poparcia w wyniku wyborów z uwzględnieniem podziału na późniejszą koalicję rządzącą w kolejności: ugrupowania zarządu, opozycja sejmikowa i pozasejmikowa (komitety, które nie przekroczyły 1% poparcia w skali województwa, potraktowano zbiorczo) [Marszałek województwa Marek Woźniak, koalicja PO-PSL]:
|    |     |     |     |
| ↓  |     |     |     |
| 15 | 5   | 12  | 7   |
| PO | PSL | PiS | LiD |

|    |     |     |     |  |     |  |  |  |  |  |  |
|    |     |     |     |  |     |  |  |  |  |  |  |
| PO | PSL | PiS | LiD |  | LPR |  |  |  |  |  |  |

| Radni III kadencji | | |                                                                                                   |                                                                                                |                                                                                                |                                                                                                |                                                                                                |                                                                                                |                                                                                                |
| Nr                 | Radni wybrani z list poszczególnych komitetów wyborczych (w nawiasach liczba zdobytych głosów)      | Radni wybrani z list poszczególnych komitetów wyborczych (w nawiasach liczba zdobytych głosów)                            | Radni wybrani z list poszczególnych komitetów wyborczych (w nawiasach liczba zdobytych głosów)    | Radni wybrani z list poszczególnych komitetów wyborczych (w nawiasach liczba zdobytych głosów) | Radni wybrani z list poszczególnych komitetów wyborczych (w nawiasach liczba zdobytych głosów) | Radni wybrani z list poszczególnych komitetów wyborczych (w nawiasach liczba zdobytych głosów) | Radni wybrani z list poszczególnych komitetów wyborczych (w nawiasach liczba zdobytych głosów) | Radni wybrani z list poszczególnych komitetów wyborczych (w nawiasach liczba zdobytych głosów) | Radni wybrani z list poszczególnych komitetów wyborczych (w nawiasach liczba zdobytych głosów) |
| 1                  | | Platforma Obywatelska RP Leszek Wojtasiak (21 031) Maria Paradowska (12 252) Lech Dymarski (11 212) Maciej Wituski (5095) |                                                                                                   | Prawo i Sprawiedliwość Zbigniew Czerwiński (18 840)                                            |                                                                                                | KKW Lewica i Demokraci SLD+SDPL+PD+UP Sylwia Pusz (22 077)                                     |                                                                                                |                                                                                                |                                                                                                |
| 2                  | Platforma Obywatelska RP Sławomir Poszwa (14 086) Piotr Szrama (4472)                               | | KKW Lewica i Demokraci SLD+SDPL+PD+UP Zbigniew Ajchler (14 173) Bogumiła Hromiak-Paprzycka (8398) |                                                                                                | Prawo i Sprawiedliwość Marcin Porzucek (7205) Agnieszka Chmielewska (4314)                     |                                                                                                | Polskie Stronnictwo Ludowe Jerzy Kado (4481)                                                   |                                                                                                |                                                                                                |
| 3                  | Platforma Obywatelska RP Marek Woźniak (22 246) Krystyna Poślednia (10 672) Maria Grabkowska (7233) | | Prawo i Sprawiedliwość Artur Różański (11 221) Krzysztof Kaleta (4686)                            |                                                                                                | KKW Lewica i Demokraci SLD+SDPL+PD+UP Waldemar Witkowski (11 546)                              | Polskie Stronnictwo Ludowe Wojciech Jankowiak (5731)                                           |                                                                                                |                                                                                                |                                                                                                |
| 4                  | | Prawo i Sprawiedliwość Andrzej Grzeszczak (12 545) Arkadiusz Chmielewski (3184)                                           |                                                                                                   | Polskie Stronnictwo Ludowe Czesław Cieślak (12 517)                                            |                                                                                                | Platforma Obywatelska RP Maciej Dąbrowski (8480)                                               |                                                                                                | KKW Lewica i Demokraci SLD+SDPL+PD+UP Zbigniew Winczewski (3264)                               |                                                                                                |
| 5                  | Prawo i Sprawiedliwość Leszek Bierła (11 583) Lidia Czechak (8414) Maja Jankowska (6637)            | | Platforma Obywatelska RP Rafał Żelanowski (7536) Barbara Nowak (2853)                             |                                                                                                | Polskie Stronnictwo Ludowe Jan Grzesiek (8848)                                                 | KKW Lewica i Demokraci SLD+SDPL+PD+UP Kazimierz Kościelny (13 910)                             |                                                                                                |                                                                                                |                                                                                                |
| 6                  | | Platforma Obywatelska RP Marian Poślednik (7717) Killion Munyama (4154) Adam Duda (3058)                                  |                                                                                                   | Prawo i Sprawiedliwość Przemysław Smulski (9990) Elżbieta Barys (7081)                         | Polskie Stronnictwo Ludowe Zbigniew Haupt (9555)                                               | KKW Lewica i Demokraci SLD+SDPL+PD+UP Maciej Wiśniewski (9263)                                 |                                                                                                |                                                                                                |                                                                                                |
|                    | | |                                                                                                   |                                                                                                |                                                                                                |                                                                                                |                                                                                                |                                                                                                |                                                                                                |

## Wyniki wyborów do Sejmiku Województwa Zachodniopomorskiego III kadencji
| Komitet wyborczy | Komitet wyborczy                           | Głosy   | Głosy  | Głosy | Mandaty | Mandaty | Mandaty |
| Komitet wyborczy | Komitet wyborczy                           | Liczba  | %      | +/−   | Liczba  | +/−     | %       |
| ---------------- | ------------------------------------------ | ------- | ------ | ----- | ------- | ------- | ------- |
|                  | Platforma Obywatelska RP                   | 179 295 | 33,36  | —     | 12      | —       | 40,00   |
|                  | Prawo i Sprawiedliwość                     | 111 905 | 20,82  | —     | 7       | —       | 23,33   |
|                  | KKW Lewica i Demokraci SLD+SDPL+PD+UP      | 99 163  | 18,45  | 14,72 | 5       | 7       | 16,67   |
|                  | Polskie Stronnictwo Ludowe                 | 51 133  | 9,51   | 3,96  | 3       | 2       | 10,00   |
|                  | Samoobrona Rzeczpospolitej Polskiej        | 40 623  | 7,56   | 11,58 | 3       | 4       | 10,00   |
|                  |                                            |         |        |       |         |         |         |
|                  | Liga Polskich Rodzin                       | 25 309  | 4,71   | 8,52  | —       | 6       | —       |
|                  | Krajowa Partia Emerytów i Rencistów        | 13 072  | 2,43   | 1,72  | —       |         | —       |
|                  | Unia Polityki Realnej                      | 8092    | 1,51   | 0,59  | —       |         | —       |
|                  | KKW Niezależnego Komitetu Mariana Jurczyka | 7422    | 1,38   | —     | —       | —       | —       |
|                  | KWW Jerzego Manduka „CZAS”                 | 1472    | 0,27   | —     | —       | —       | —       |
|                  |                                            |         |        |       |         |         |         |
| Ogółem           | Ogółem                                     | 537 486 | 100,00 | —     | 30      | —       | 100,00  |
| Głosy nieważne   | Głosy nieważne                             | 74 730  | 12,21  | 4,50  |         |         |         |
| Frekwencja       | Frekwencja                                 | 612 216 | 45,57  | 1,97  |         |         |         |

Podział mandatów i rozkład procentowy poparcia w wyniku wyborów z uwzględnieniem podziału na późniejszą koalicję rządzącą w kolejności: ugrupowania zarządu, opozycja sejmikowa i pozasejmikowa [Marszałek województwa Norbert Obrycki, koalicja PO-PSL]:
|    |     |     |     |            |
| ↓  |     |     |     |            |
| 12 | 3   | 7   | 5   | 3          |
| PO | PSL | PiS | LID | Samoobrona |

|    |     |     |     |            |     |  |  |  |  |  |
|    |     |     |     |            |     |  |  |  |  |  |
| PO | PSL | PiS | LiD | Samoobrona | LPR |  |  |  |  |  |

| Radni III kadencji |                                                                                                | |                                                                                                |                                                                                                |                                                                                                |                                                                                                |                                                                                                |                                                                                                |                                                                                                |                                                                                                |
| Nr                 | Radni wybrani z list poszczególnych komitetów wyborczych (w nawiasach liczba zdobytych głosów) | Radni wybrani z list poszczególnych komitetów wyborczych (w nawiasach liczba zdobytych głosów)                                                   | Radni wybrani z list poszczególnych komitetów wyborczych (w nawiasach liczba zdobytych głosów) | Radni wybrani z list poszczególnych komitetów wyborczych (w nawiasach liczba zdobytych głosów) | Radni wybrani z list poszczególnych komitetów wyborczych (w nawiasach liczba zdobytych głosów) | Radni wybrani z list poszczególnych komitetów wyborczych (w nawiasach liczba zdobytych głosów) | Radni wybrani z list poszczególnych komitetów wyborczych (w nawiasach liczba zdobytych głosów) | Radni wybrani z list poszczególnych komitetów wyborczych (w nawiasach liczba zdobytych głosów) | Radni wybrani z list poszczególnych komitetów wyborczych (w nawiasach liczba zdobytych głosów) | Radni wybrani z list poszczególnych komitetów wyborczych (w nawiasach liczba zdobytych głosów) |
| 1                  |                                                                                                | Platforma Obywatelska RP Michał Łuczak (14 742) Norbert Obrycki (5843) Andrzej Niedzielski (4197) Maria Herczyńska (3861) Bartosz Kasznia (3004) |                                                                                                | Prawo i Sprawiedliwość Małgorzata Jacyna-Witt (18 901) Lech Bartnik (4186)                     |                                                                                                | KKW Lewica i Demokraci SLD+SDPL+PD+UP Zygmunt Meyer (9405)                                     |                                                                                                |                                                                                                |                                                                                                |                                                                                                |
| 2                  | Platforma Obywatelska RP Olgierd Geblewicz (8314) Izabela Grabowska (5027)                     | | Polskie Stronnictwo Ludowe Zygmunt Dziewguć (5088)                                             |                                                                                                | Prawo i Sprawiedliwość Halina Szymańska (5052)                                                 |                                                                                                | KKW Lewica i Demokraci SLD+SDPL+PD+UP Elżbieta Piela-Mielczarek (7108)                         |                                                                                                |                                                                                                |                                                                                                |
| 3                  | Platforma Obywatelska RP Marek Hok (7988) Jacek Kozłowski (2950)                               | | KKW Lewica i Demokraci SLD+SDPL+PD+UP Jerzy Kotlęga (5699)                                     | Prawo i Sprawiedliwość Andrzej Subocz (9194)                                                   |                                                                                                | Samoobrona Rzeczpospolitej Polskiej Zdzisław Berdowski (2332)                                  |                                                                                                |                                                                                                |                                                                                                |                                                                                                |
| 4                  | Platforma Obywatelska RP Władysław Husejko (10 161)                                            | | Prawo i Sprawiedliwość Jerzy Dudź (4277)                                                       |                                                                                                | KKW Lewica i Demokraci SLD+SDPL+PD+UP Marek Kęsik (4973)                                       | Samoobrona Rzeczpospolitej Polskiej Tomasz Wywioł (2728)                                       |                                                                                                | Polskie Stronnictwo Ludowe Jan Krawczuk (2191)                                                 |                                                                                                |                                                                                                |
| 5                  | Platforma Obywatelska RP Krystyna Wiśniewska-Bugaj (4193) wakat                                | Prawo i Sprawiedliwość Wacław Klukowski (4391) Paweł Mucha (3576)                                                                                | KKW Lewica i Demokraci SLD+SDPL+PD+UP Ryszard Tomczyk (4302)                                   |                                                                                                | Polskie Stronnictwo Ludowe Andrzej Durka (4596)                                                |                                                                                                | Samoobrona Rzeczpospolitej Polskiej Piotr Paczkowski (2531)                                    |                                                                                                |                                                                                                |                                                                                                |
|                    |                                                                                                | |                                                                                                |                                                                                                |                                                                                                |                                                                                                |                                                                                                |                                                                                                |                                                                                                |                                                                                                |

## Wyniki przedterminowych wyborów do Sejmiku Województwa Podlaskiego III kadencji z 20 maja 2007
Przedterminowe wybory do Sejmiku Województwa Podlaskiego zostały przeprowadzone z powodu niewybrania w ustawowym terminie Zarządu Województwa Podlaskiego przez radnych wojewódzkich. W wyniku braku wyboru Sejmik uległ rozwiązaniu przez Prezesa Rady Ministrów Jarosława Kaczyńskiego oraz powołał Jarosława Schabieńskiego na Osobę Pełniącą Funkcję Organów Samorządu Województwa Podlaskiego.
| Komitet wyborczy | Komitet wyborczy                      | Głosy   | Głosy  | Głosy | Mandaty | Mandaty | Mandaty |
| Komitet wyborczy | Komitet wyborczy                      | Liczba  | %      | +/−   | Liczba  | +/−     | %       |
| ---------------- | ------------------------------------- | ------- | ------ | ----- | ------- | ------- | ------- |
|                  | Prawo i Sprawiedliwość                | 64 627  | 31,43  | 2,25  | 12      | 1       | 40,00   |
|                  | Platforma Obywatelska RP              | 42 735  | 20,78  | 2,11  | 7       |         | 23,33   |
|                  | Polskie Stronnictwo Ludowe            | 18 313  | 8,90   | 3,94  | 5       |         | 16,67   |
|                  | KKW Lewica i Demokraci SLD+SDPL+PD+UP | 28 401  | 13,81  | 0,65  | 3       |         | 10,00   |
|                  | Samoobrona Rzeczpospolitej Polskiej   | 10 852  | 5,28   | 1,88  | 3       | 1       | 10,00   |
|                  |                                       |         |        |       |         |         |         |
|                  | Liga Polskich Rodzin                  | 8291    | 4,03   | 0,80  | —       |         | —       |
|                  | KWW Piast                             | 7712    | 3,75   | —     | —       | —       | —       |
|                  | KWW Nasze Podlasie                    | 7474    | 3,63   | 0,33  | —       |         | —       |
|                  | Krajowa Partia Emerytów i Rencistów   | 5405    | 2,63   | 0,03  | —       |         | —       |
|                  | Unia Polityki Realnej                 | 4591    | 2,23   | 1,59  | —       |         | —       |
|                  | KWW Białoruski Komitet Wyborczy       | 4510    | 2,19   | 0,14  | —       |         | —       |
|                  | KWW Obwodnice – Tak, Ekoterror – Nie  | 944     | 0,46   | —     | —       | —       | —       |
|                  | Związek Słowiański                    | 654     | 0,32   | —     | —       | —       | —       |
|                  | KWW Podlasie XXI wieku                | 529     | 0,26   | —     | —       | —       | —       |
|                  | Polska Partia Pracy                   | 451     | 0,22   | 0,51  | —       |         | —       |
|                  | Federacja Zielonych www.zieloni.w.pl  | 161     | 0,08   | —     | —       | —       | —       |
|                  |                                       |         |        |       |         |         |         |
| Ogółem           | Ogółem                                | 205 650 | 100,00 | —     | 30      | —       | 100,00  |
| Głosy nieważne   | Głosy nieważne                        | 6658    | 3,14   | 7,16  |         |         |         |
| Frekwencja       | Frekwencja                            | 212 308 | 22,33  | 23,16 |         |         |         |

Podział mandatów i rozkład procentowy poparcia w wyniku wyborów z uwzględnieniem podziału na późniejszą koalicję rządzącą w kolejności: ugrupowania zarządu, opozycja sejmikowa i pozasejmikowa (komitety, które nie przekroczyły 1% poparcia w skali województwa, potraktowano zbiorczo) [Marszałek województwa Dariusz Piontkowski, koalicja PiS-PSL]:
|     |     |    |     |            |
| ↓   |     |    |     |            |
| 12  | 5   | 7  | 3   | 3          |
| PiS | PSL | PO | LiD | Samoobrona |

|     |     |    |     |  |     |  |    |  |  |  |  |  |
|     |     |    |     |  |     |  |    |  |  |  |  |  |
| PiS | PSL | PO | LiD |  | LPR |  | NP |  |  |  |  |  |

| Radni III kadencji |                                                                                                |                                                                                                |                                                                                                |                                                                                                 |                                                                                                |                                                                                                |                                                                                                |                                                                                                |                                                                                                |                                                                                                |
| Nr                 | Radni wybrani z list poszczególnych komitetów wyborczych (w nawiasach liczba zdobytych głosów) | Radni wybrani z list poszczególnych komitetów wyborczych (w nawiasach liczba zdobytych głosów) | Radni wybrani z list poszczególnych komitetów wyborczych (w nawiasach liczba zdobytych głosów) | Radni wybrani z list poszczególnych komitetów wyborczych (w nawiasach liczba zdobytych głosów)  | Radni wybrani z list poszczególnych komitetów wyborczych (w nawiasach liczba zdobytych głosów) | Radni wybrani z list poszczególnych komitetów wyborczych (w nawiasach liczba zdobytych głosów) | Radni wybrani z list poszczególnych komitetów wyborczych (w nawiasach liczba zdobytych głosów) | Radni wybrani z list poszczególnych komitetów wyborczych (w nawiasach liczba zdobytych głosów) | Radni wybrani z list poszczególnych komitetów wyborczych (w nawiasach liczba zdobytych głosów) | Radni wybrani z list poszczególnych komitetów wyborczych (w nawiasach liczba zdobytych głosów) |
| 1                  |                                                                                                | Prawo i Sprawiedliwość Dariusz Piontkowski (5986) Bogusław Dębski (5769) Jan Chojnowski (1787) |                                                                                                | Platforma Obywatelska RP Jarosław Dworzański (4691) Jacek Cylwik (2045) Wiktor Łaszewicz (1684) |                                                                                                | KKW Lewica i Demokraci SLD+SDPL+PD+UP Zbigniew Krzywicki (2535)                                |                                                                                                |                                                                                                |                                                                                                |                                                                                                |
| 2                  |                                                                                                | Platforma Obywatelska RP Bogdan Dyjuk (3360)                                                   |                                                                                                | Prawo i Sprawiedliwość Leszek Dec (2645)                                                        | KKW Lewica i Demokraci SLD+SDPL+PD+UP Janusz Krzyżewski (2659)                                 |                                                                                                | Polskie Stronnictwo Ludowe Ignacy Jasionowski (389)                                            |                                                                                                | Samoobrona Rzeczpospolitej Polskiej Andrzej Chmielewski (1686)                                 |                                                                                                |
| 3                  |                                                                                                | Prawo i Sprawiedliwość Marek Olbryś (2176) Jan Olszewski (1754)                                |                                                                                                | Platforma Obywatelska RP Jacek Piorunek (1283)                                                  |                                                                                                | Polskie Stronnictwo Ludowe Mieczysław Bagiński (1530)                                          |                                                                                                | Samoobrona Rzeczpospolitej Polskiej Sławomir Gromadzki (980)                                   |                                                                                                |                                                                                                |
| 4                  | Prawo i Sprawiedliwość Karol Tylenda (4109) Marek Komorowski (2707) Marek Łukaszewicz (2190)   | Platforma Obywatelska RP Daria Sapińska (1340)                                                 | Polskie Stronnictwo Ludowe Wojciech Borzuchowski (1613)                                        |                                                                                                 |                                                                                                |                                                                                                |                                                                                                |                                                                                                |                                                                                                |                                                                                                |
| 5                  | Prawo i Sprawiedliwość Jacek Łapiński (2356) Lech Rutkowski (2213) Irena Berner (1953)         |                                                                                                | Polskie Stronnictwo Ludowe Mikołaj Janowski (2084) Mieczysław Baszko (936)                     |                                                                                                 | Platforma Obywatelska RP Zdzisław Jabłoński (1458)                                             |                                                                                                | KKW Lewica i Demokraci SLD+SDPL+PD+UP Jan Syczewski (1580)                                     |                                                                                                | Samoobrona Rzeczpospolitej Polskiej Andrzej Sutkowski (497)                                    |                                                                                                |
|                    |                                                                                                |                                                                                                |                                                                                                |                                                                                                 |                                                                                                |                                                                                                |                                                                                                |                                                                                                |                                                                                                |                                                                                                |